# Guyane
Ne doit pas être confondu avec le Guyana (ancienne Guyane britannique), le Suriname (ancienne Guyane néerlandaise) et la Guyenne.
Pour les articles homonymes, voir Guyane (homonymie).
La Guyane (/gɥijan/  ; en créole guyanais : Lagwiyann) est une collectivité territoriale unique française située en Amérique du Sud, limitrophe du Brésil au sud-est et au sud et du Suriname à l'ouest. Elle est la seule collectivité française d'outre-mer de nature continentale. Ses compétences, identiques aux autres régions et départements de France, sont regroupées depuis 2015 dans le cadre d'une collectivité territoriale unique — la Collectivité territoriale de Guyane — dont l'organe délibérant est l'assemblée de Guyane. Son code Insee est le 973R.
Hors de France, la région est habituellement appelée Guyane française.
Avec une superficie de 83 856 km2,,,, et une population de 301 099 habitants (début 2023), la Guyane est la deuxième région de France pour la superficie (environ 0,2 % de moins que la Nouvelle-Aquitaine), la deuxième moins peuplée (après Mayotte et devant la Corse), et celle présentant la plus faible densité. C'est également le département le plus boisé, 97 % du territoire étant couvert d'une forêt équatoriale qui reste parmi les plus riches et les moins écologiquement fragmentées du monde, la forêt guyanaise.
Les premières installations françaises commencent en 1503, mais la présence française ne devient réellement durable qu'à partir de 1643[réf. souhaitée] et la fondation de Cayenne. La Guyane, autrefois désignée comme « France équinoxiale », devient alors une colonie esclavagiste et voit sa population progresser jusqu'à l'abolition officielle de l'esclavage en 1794, pendant la Révolution française. Elle accède temporairement au statut de département français en 1797 mais est progressivement transformée en colonie pénale avec l'instauration du bagne. Il s'agit plus précisément d'un réseau de camps et de pénitenciers répartis sur l'ensemble de la côte guyanaise dans lesquels les détenus sont condamnés aux travaux forcés.
Durant la Seconde Guerre mondiale, Félix Éboué est l'un des premiers à se ranger derrière Charles de Gaulle, dès le 18 juin 1940. La Guyane rallie officiellement la France combattante en 1943. Elle abandonne définitivement son statut de colonie et redevient un département français en 1946. De Gaulle, devenu président, décide d'y établir le Centre spatial guyanais à partir de 1965. Il est aujourd'hui exploité par le Centre national d'études spatiales (CNES), Arianespace et l'Agence spatiale européenne (ESA).
La Guyane est une des neuf régions ultrapériphériques (RUP) de l'Union européenne. C'est le seul territoire continental de France et de l'Union européenne en Amérique du Sud et le dernier territoire français en Amérique continentale. La limite de la partie du plateau continental sur laquelle la France dispose d'un droit exclusif d'exploitation y a été étendue à 350 milles marins des côtes en 2015, soit 72 000 km2 de plus au large de la Guyane, après l'avis favorable de l'Organisation des Nations unies, la zone économique exclusive (ZEE) s'étendant toujours jusqu'à 200 milles marins concernant les ressources halieutiques et biologiques.

## Toponymie

Carte du nord de l'Amérique du Sud montrant l'étendue de la région des Guyanes, au sens large :
Guyane vénézuélienne
Guyana
Suriname
Guyane
Amapá
- Plateau des Guyanes

### Étymologie
Le nom Guyane est d'origine amérindienne : « Guiana » signifie « terre d'eaux abondantes » en arawak. Une variante désuète du nom en français s'écrivait avec deux n : « Guyanne ».

### Nom officiel
Dans une partie de la France autrefois dite « France équinoxiale » c'est-à-dire équatoriale, le nom officiel de la région est « Guyane ». L'ajout de l'adjectif « française » dans les dénominations courantes est une commodité de langage, facultative dans la mesure où en France, Guyane tout court désigne généralement la seule Guyane française, bien que dans d'autres pays elle soit habituellement qualifiée par l'adjectif de française (French Guiana en anglais ou Guayana Francesa en espagnol).
Historiquement, il a existé plusieurs autres Guyanes :
- Guyane britannique (Guyana) ;
- Guyane espagnole (Guyane vénézuélienne et Guayana Esequiba) ;
- Guyane néerlandaise (Suriname) ;
- Guyane portugaise (Amapá).

Ces Guyanes s'intègrent au sein du plateau des Guyanes, ensemble géographique délimité au nord et à l'ouest par le fleuve Orénoque au Venezuela, au nord et à l'est par l'océan Atlantique, au sud et à l'est, au Brésil, par le río Negro et l'Amazone jusqu'à son embouchure.

## Géographie

Carte géographique de la Guyane.

### Situation
La Guyane est frontalière du Brésil sur 730 km et du Suriname sur 520 km, faisant du Brésil le pays ayant la plus grande frontière terrestre avec la France (Suriname sixième). S'étendant sur 86 504 km2,,, c'est la deuxième plus vaste région de France derrière la Nouvelle-Aquitaine.
Au sud-ouest, au triangle Itany-Marwini, un territoire de 6 000 kilomètres carrés inhabité et revendiqué par le Suriname dépend de la Guyane française. Il n'est pratiquement pas visité, hormis par quelques orpailleurs et des militaires français. La réestimation de la superficie de la Guyane n'est pas liée à ce différend frontalier, mais à une erreur commise par l'ancien Service géographique des Colonies, qui avait attribué 91 000 km2 au territoire du fait d'une mauvaise estimation de la latitude des sources de l'Oyapock. L'erreur a été corrigée dans les années 1960 par l'IGN.
Elle possède un climat équatorial et est essentiellement couverte d'une vaste forêt tropicale humide bordée de mangroves côté mer, la forêt guyanaise. Le sous-sol est constitué d'un bouclier rocheux ancien, riche en latérite, pauvre et acide, qui forme un relief dit en peau d'orange parsemé d'inselbergs et entaillé par les réseaux de fleuves et rivières. Ces derniers sont les principaux axes de circulation depuis des siècles ou millénaires. Ils constituent sept bassins fluviaux, 953 masses d'eau et sont alimentés par 2,5 à 4 m de précipitations annuelles.

### Topographie

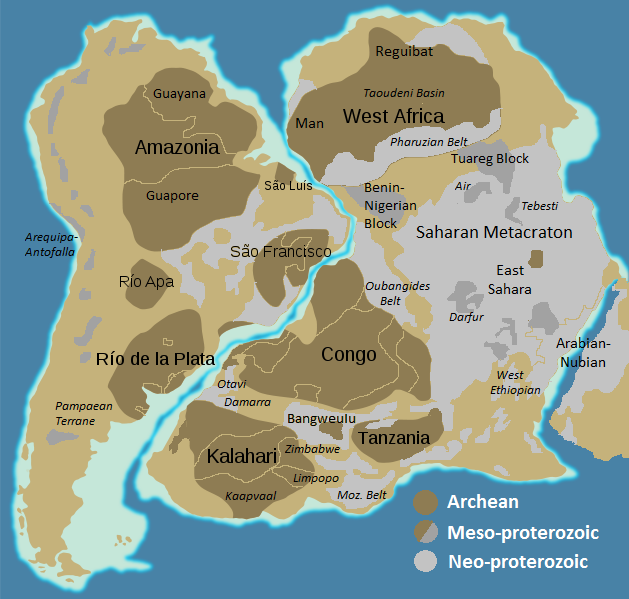
Craton amazonien (Gondwana occidental).

Bouclier guyanais.

Plateau des Guyanes et Côte sauvage.

Le relief de la Guyane s'est modelé à partir d'un socle ancien bordé par une plaine littorale. L'essentiel de la région se trouve à une altitude comprise entre 100 et 200 mètres, signe d'une très ancienne évolution morphologique et géomorphologique dont résulte la faiblesse des contrastes topographiques. Néanmoins, les plus hauts sommets du territoire sont :
- la montagne Bellevue 851 m (point culminant) ;
- le mont Itoupé 830 m ;
- le mont Machoulou 780 m ;
- la montagne Kotika 730 m ;
- la montagne Galbao 730 m ;
- le massif du Mitaraka 690 m.

Deux grandes régions topographiques peuvent être distinguées :
- la plaine côtière ou « terres basses » qui s'étend sur quelques dizaines de kilomètres depuis la frontière maritime. Elle représente environ 450 000 ha recouverts de marécages et de savanes. C'est une plaine alluviale, plus ou moins inondable d'une altitude le plus souvent inférieure à 30 mètres ;
- les terres hautes qui se développent sur le plateau des Guyanes et représentent près de 95 % du territoire. L'absence de mouvement tectonique depuis l'ère primaire et l'érosion importante qu'il a subie ont sculpté des formes de relief diverses dont la plus importante et caractéristique est une colline convexe qualifiée de demi-orange, grossièrement circulaire, haute de plusieurs dizaines de mètres pour un diamètre supérieur au kilomètre. Ces demi-oranges, présentes en grand nombre, donnent aux terres hautes l'aspect d'une mer de collines.

### Géologie
La Guyane se situe sur le plateau des Guyanes qui s'est constitué dans des terrains encaissés qui ont disparu sous l'action de l'érosion, ne laissant que quelques lambeaux métamorphisés au contact des plutons granitiques. On trouve aujourd'hui deux ensembles géologiques : des formations sédimentaires récentes et des formations précambriennes.
L'absence de couverture sédimentaire, érodée au cours du temps, laisse affleurer les formations précambriennes qui ont chacune leur forme de relief caractéristique : « collines en amandes » pour les schistes de l'Orapu, semis de collines identiques de même hauteur et à pentes convexes pour le granite guyanais. Outre une influence sur l'exploitation forestière (peuplements, accessibilités…), la géologie explique la richesse en divers minerais (or, bauxite, tantalite…) à la base des activités minières de Guyane, comme l'orpaillage.

### Hydrologie
La Guyane est arrosée de plusieurs cours d'eau importants. Les plus longs sont le Maroni, la Mana et l'Oyapock.
Le lac du barrage de Petit-Saut, qui date des années 1990, est le plus grand lac de France, avec une superficie de 365 km2.

### Pluviométrie, qualité de l'eau de pluie
La pluviométrie est élevée en Guyane. La pluie résulte en grande partie de la condensation de l'évapotranspiration des arbres de la forêt tropicale humide.
Elle est naturellement acide (avec un changement de pH qui peut significativement évoluer entre saison sèche et saison humide)[réf. nécessaire].

### Climat
La Guyane possède un climat équatorial humide ; la température moyenne est de 25,5 °C. La précipitation annuelle est en moyenne de 2 816 mm à Cayenne sur la période 1981 - 2010, selon les relevés de Météo France.
Cayenne connaît une saison humide de décembre à juillet et une période plus sèche durant le reste de l'année. Les précipitations commencent à décroître en juillet (155 mm), avec pour creux les mois de septembre et octobre qui sont dits « mois secs » (respectivement 39 et 51 mm en moyenne), puis remontent dès le mois de novembre (105 mm). Le mois le plus humide est le mois de mai avec une hauteur moyenne des précipitations atteignant 518 mm.

### Transports
Le principal moyen de transport en Guyane est la voiture. Pour les habitants des fleuves (l'Oyapock, fleuve frontalier avec le Brésil et le Maroni (fleuve), frontalier avec le Suriname), il s'agit de la pirogue. Les scooters sont très prisés des jeunes mais durant le tour de Guyane, en août, les vélos sont à la mode. Par ailleurs les communes de Saül (Guyane), Maripasoula, Grand-Santi, Camopi et Saint-Laurent-du-Maroni sont accessibles par voie aérienne depuis Cayenne.
- Infrastructures en Guyane
- Réseau routier de Guyane
- Transports publics en Guyane
- Aéroport international Félix-Éboué à Matoury
- Aérodrome de Saint-Laurent-du-Maroni
- Aérodrome de Maripasoula
- Dégrads

### Armature urbaine
La Région / Département doit relever d'importants défis, dont celui d'une démographie très élevée (doublement de la population tous les 20 ans, présence de nombreux orpailleurs illégaux, croissance sans précédent de l'habitat illégal, qui appellent des besoins en équipements et infrastructures) dans un contexte socioéconomique difficile et biogéographique (pluviométrie élevée, risques sanitaires, biodiversité exceptionnelle et localement menacée par les mines, l'orpaillage illégal, les coupes et la fragmentation écopaysagère…).
Depuis la parution du décret no 2016-1736 du 14 décembre 2016, les principaux pôles urbains de Guyane font l'objet d'une opération d'intérêt national (OIN) : Guyane, territoire d'avenirs.
La Guyane dispose aussi d'un Établissement public foncier d'aménagement (EPFA) de la Guyane, opérateur de l'État et de la région, associant les compétences d'un EPF (établissement public foncier, chargé notamment du portage foncier et de la constitution de réserves foncières, empiétant sur la Forêt guyanaise pour le compte des collectivités) et d'un EPA (établissement public d'aménagement), pour notamment contribuer à l'Opération d'intérêt national (OIN) guyanaise mise en œuvre à partir de 2017 sur un ensemble d'environ 5.800 hectares, englobant plusieurs milliers de quartiers d'habitat informel, où créer 21.000 logements sur 100 hectares à urbaniser sur 15 ans (ce qui ne répondra qu'à 50% des besoins estimés sur la période, mais aussi des infrastructures de transports, hospitalières, etc.).
Action Logement Immobilier a créé une Société immobilière et foncière d'aménagement de la Guyane (Sifag), avec l'Établissement public foncier et d'aménagement (EPFA) de Guyane pour « accompagner les communes dans leurs projets de revitalisation des centres-bourgs. Présidée par Thara Govindin, la Sifag est détenue à égalité entre les deux opérateurs ».

### Frontières
Dans le sud-ouest, au niveau du triangle dessiné par les rivières Itany et Marwini, un territoire de 6 000 km2 est revendiqué par le Suriname depuis 1885.

## Milieu et patrimoine naturel

### Biodiversité

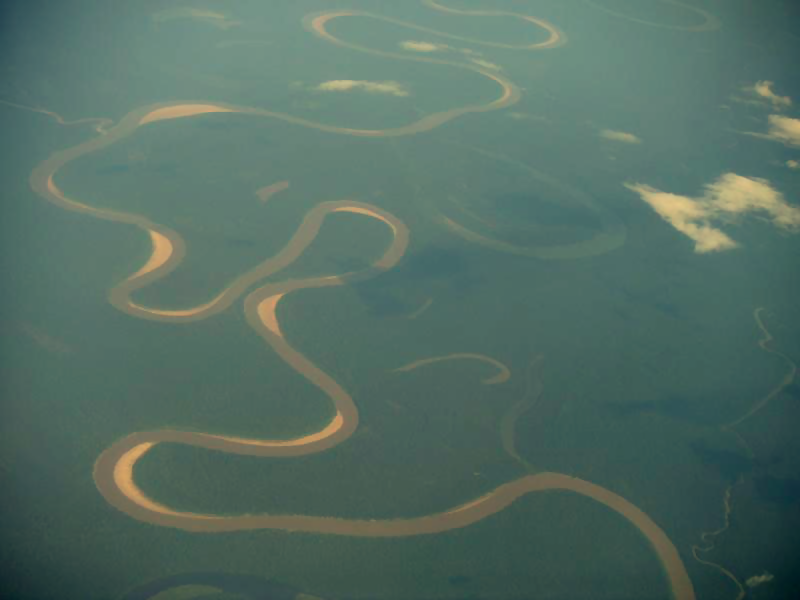
Vue aérienne de la forêt amazonienne.

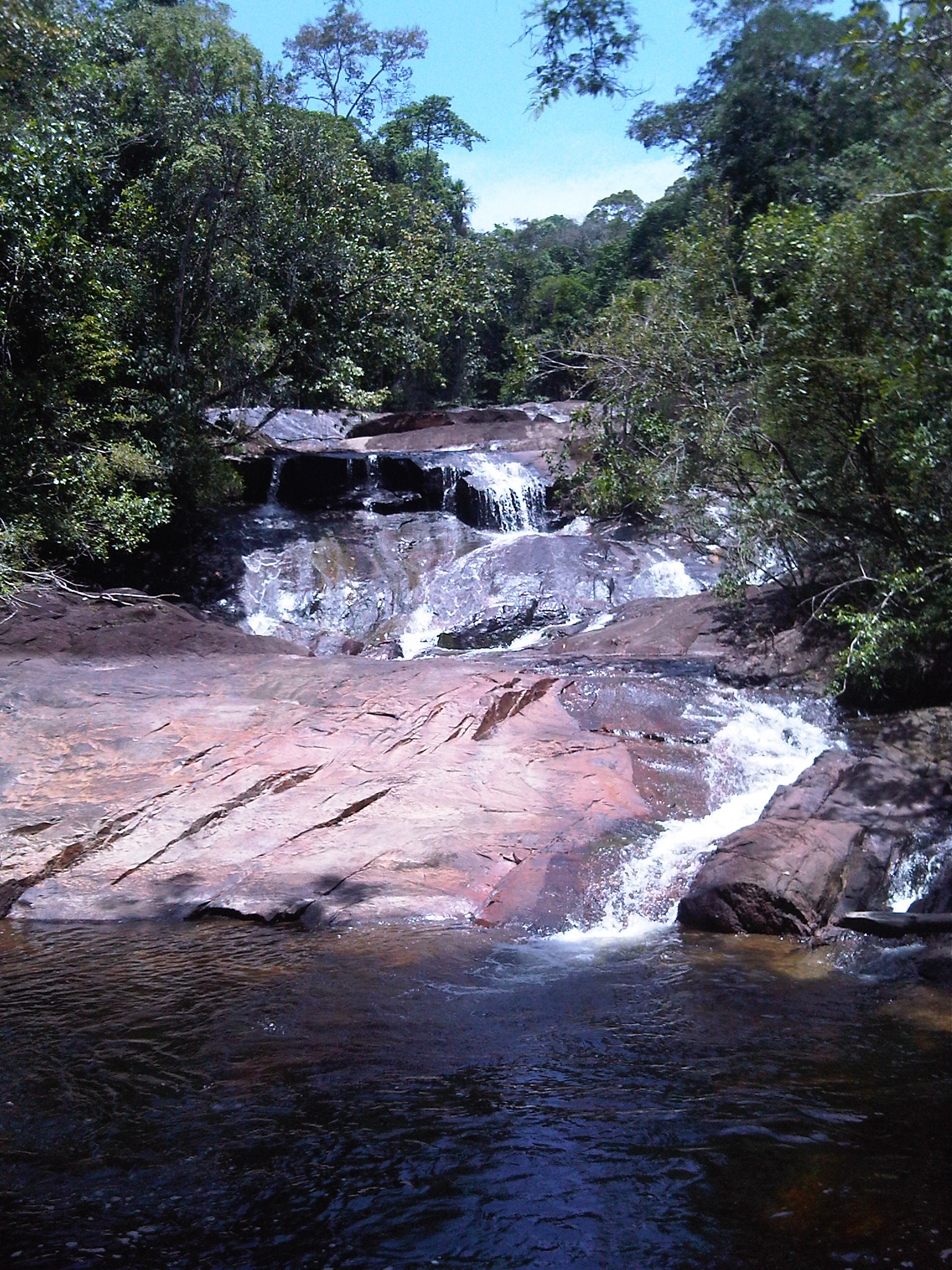
Chutes Voltaire à Saint-Laurent-du-Maroni.

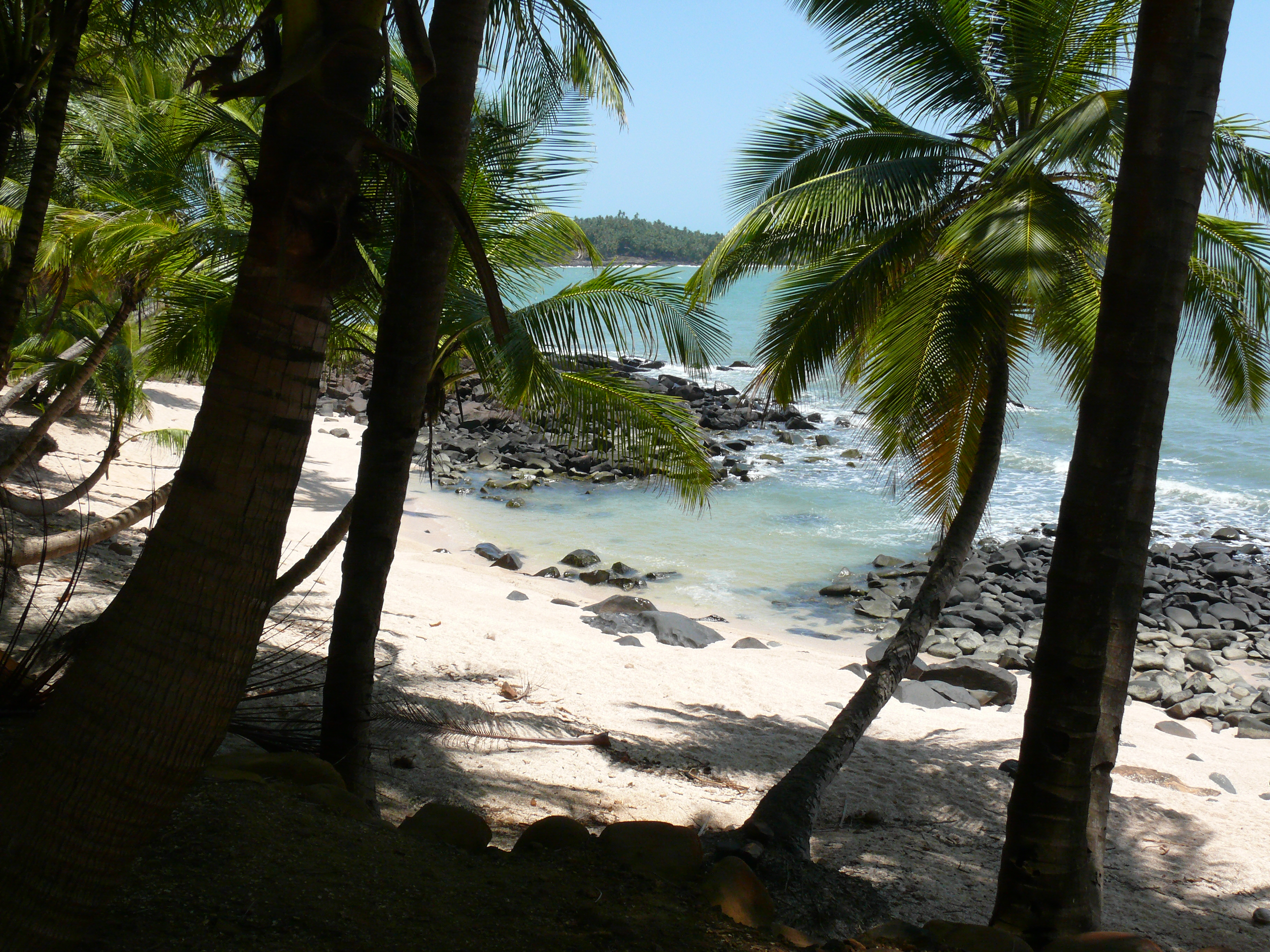
Plage de l'île Saint-Joseph aux Îles du Salut.

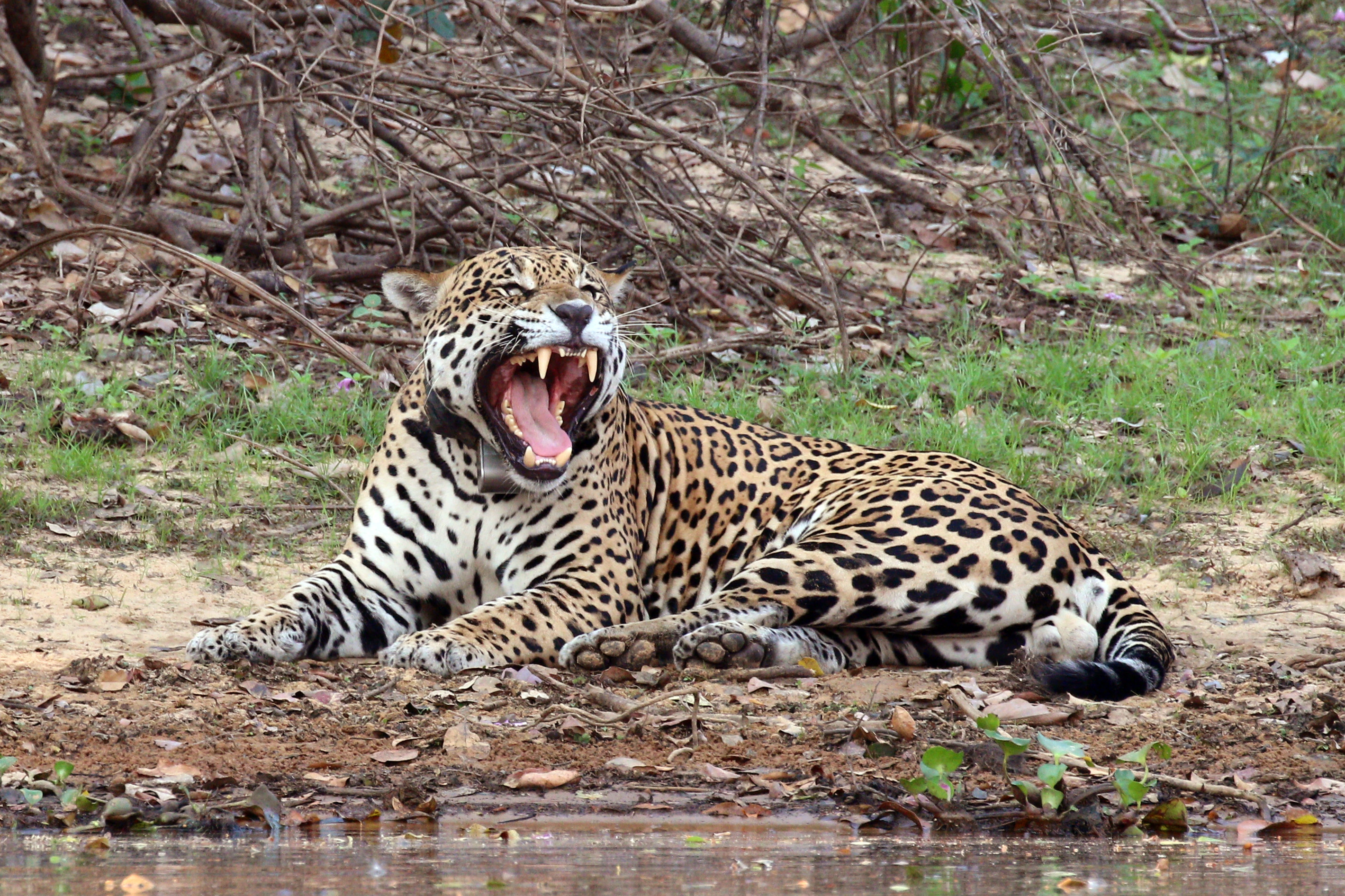
Jaguar.

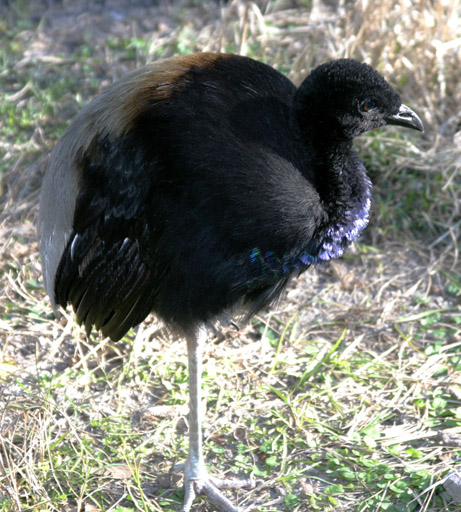
L'Agami trompette, une espèce d'oiseau que l'on retrouve assez souvent dans la faune guyanaise.

Ce département fait partie d'une des régions les plus riches du monde en matière de biodiversité, tant animale que végétale.
La forêt guyanaise est pour presque toute sa surface une forêt primaire à très haut niveau de biodiversité, protégée par un parc national, créé en 2007, et six réserves naturelles. L'Union internationale pour la conservation de la nature (UICN) et l'Union européenne (UE) y recommandent des efforts particuliers de protection,.
À la suite du Grenelle de l'environnement de 2007, le projet de loi Grenelle II (dans son article 49) a proposé (en 2009, et sous réserve de modification) la création d'une entité unique chargée pour la Guyane de contribuer à la mise en œuvre des politiques de connaissance et de conservation du patrimoine naturel amazonien (avec compétence dans les domaines de la faune, flore, les habitats naturels et semi-naturels terrestres, fluviaux et côtiers, et sur le fonctionnement des écosystèmes). Il contribuera à appliquer les politiques environnementales conduites par l'État et les collectivités territoriales et leurs groupements. L'article 64 du projet de loi prévoit aussi un « schéma départemental d'orientation minière » pour la Guyane, promouvant une exploitation minière compatible avec les exigences de préservation de l'environnement.
5 500 espèces végétales ont été répertoriées, dont plus d'un millier d'arbres (près de 1200 espèces d'arbres contre une petite centaine dans toute l'Europe), 740 espèces d'oiseaux, 177 espèces de mammifères, plus de 500 espèces de poissons dont 45 % lui sont endémiques (les poissons « limon » et les poissons à écailles) et 109 espèces d'amphibiens. Les micro-organismes seraient bien plus nombreux encore, notamment dans le nord qui rivalise avec l'Amazonie brésilienne, Bornéo et Sumatra. Cette zone a toujours conservé des refuges pour toutes ses espèces lors des périodes sèches ou des glaciations, et une partie des forêts tropicales primaires sont très anciennes. Malgré une certaine homogénéité du biome et de la topographie à l'échelle départementale, cette forêt abrite des écosystèmes plus originaux qui en diversifient la composition à l'échelle locale : mangroves et savanes au Nord, inselbergs perdus dans forêts au Sud, et partout de nombreux types de zones humides.
La moitié de la biodiversité française est en Guyane : 29 % des plantes, 55 % des vertébrés supérieurs (mammifères, oiseaux, poissons) et jusqu'à 92 % des insectes[réf. souhaitée]. Tout cela dans un seul département de 83 846 km2,,. Un parc national et six réserves naturelles œuvrent à la préservation de milieux et d'espèces aussi divers qu'uniques.
Les plages de la réserve naturelle de l'Amana, sur la commune d'Awala-Yalimapo, dans l'ouest, constituent pour les tortues marines un site de ponte exceptionnel. C'est l'un des plus importants au niveau mondial pour la tortue luth. Quant à la réserve naturelle de l'île du Grand Connétable, celle-ci abrite la seule colonie d'oiseaux marins entre Tobago et Fernando de Noronha soit sur plus de 3 000 km de littoral.
La forêt humide de Guyane s'est paradoxalement épanouie sur un des sols les plus pauvres du monde, en azote, en potassium, en phosphore et en matières organiques. L'acidité des sols est également à l'origine de cette médiocrité des sols. Elle contraint les agriculteurs à chauler les champs, et a conduit au mode traditionnel d'agriculture sur brûlis : les cendres participent à l'élévation du pH en plus de l'apport de sels minéraux. Des sites de terra preta (sols anthropogéniques) ont été découverts sur le territoire, notamment près de la frontière avec le Brésil. Des recherches sont activement menées par des acteurs de disciplines multiples pour déterminer le mode de création de ces sols les plus riches de la planète. L'hypothèse a été avancée que l'existence même de la forêt tropicale est due à ces interventions humaines intelligentes du passé, où le brûlis était remplacé par le charbonnage.
Les menaces qui pèsent sur l'écosystème sont la fragmentation par les routes, qui reste très limitée comparativement aux autres forêts d'Amérique du Sud, les impacts immédiats et différés du barrage de Petit-Saut d'EDF, de l'orpaillage (opération Harpie), d'une chasse chaotique et du braconnage (chasse d'espèces protégées), facilités par la création de nombreuses pistes et l'apparition des quads. L'exploitation forestière reste modérée en raison du manque de route, du climat, du relief et de la productivité relativement faible de la forêt tropicale. Une ordonnance du 28 juillet 2005 a étendu le code forestier français à la Guyane, mais avec des adaptations et dérogations importantes. Dans une approche qui se veut durable, des concessions ou des cessions gratuites peuvent être accordées par des collectivités territoriales ou d'autres personnes morales pour leur utilisation par des personnes tirant traditionnellement leur subsistance de la forêt, mais les moyens utilisés n'étant plus toujours les moyens traditionnels, et l'écosystème guyanais étant vulnérable, les impacts de l'exploitation ou de la chasse pourraient être importants.
L'environnement de la frange littorale est celui qui, le long de la RN1, a historiquement connu le plus de modifications anthropiques, mais une forte artificialisation est localement constatée le long de la RN 2, ainsi que dans les zones où les orpailleurs opèrent dans l'Ouest de la Guyane.
- Liste des zones protégées en Guyane française (de)

### Risques naturels

#### Risque sismique
Les séismes répertoriés ci-dessous indiquent la localité estimée être la plus proche de l'épicentre ainsi que l'intensité mesurée sur l'échelle MSK de 1964, qui va de 1 (secousse non ressentie mais enregistrée par les instruments) à 12 (changement de paysage énormes : crevasses dans le sol, vallées barrées, rivières déplacées…) :
- juin 1774, à Cayenne, séisme d'intensité 6[34] ;
- 4 août 1885 aux Montagnes de Kaw (Cayenne), d'intensité 6,5[35] ;
- 3 avril 1899 sur la frontière guyano-brésilienne (E. de Saint-Georges), intensité 3,5[36] ;
- 30 mai 1933 à Saül, d'intensité 7[37] ;
- 17 septembre 1949 sur la frontière guyano-brésilienne, territoire d'Amapa (Oïapoque), d'intensité 5[38] ;
- 25 avril 1951 sur la frontière guyano-brésilienne (W. Saint-Georges), intensité 5[39] ;
- 8 juin 2006 à 16 h 29 à Cayenne, séisme d'intensité 5[40].

### Problèmes environnementaux
En 2014 paraît le livre Les abandonnés de la république, qui relate la pollution de l'environnement au mercure par les chercheurs d'or clandestins. La santé de la population locale, dont la subsistance dépend largement de la pêche, est dite en péril. D'après le fonds mondial pour la nature, 12 000 hectares de la forêt amazonienne en Guyane ont été détériorés par cette activité clandestine.
La recherche de mines et sources d'hydrocarbures liquides ou gazeux au large de la Guyane est une autre menace pour le tourisme et la pêche (troisième secteur de l'économie guyanaise). Total a déposé un permis dit « Guyane Maritime » en 2011, accordé en septembre 2017 puis prolongé par le gouvernement jusque juin 2019. Mi-mai 2018 Total a déposé une demande de forage d'exploration ; l'Autorité environnementale lui a demandé de compléter son étude d'impact pour mieux évaluer l'impact d'un possible accident (éruption de puits, polluants présents dans les boues de forage, pollution sonore induite lors des tirs d'explosifs…) et de préciser sa démarche éviter, réduire, compenser encore « très partielle », en s'appuyant mieux sur les retours d'expérience par exemple de l'explosion de la plate-forme pétrolière DeepWater Horizon de BP.
Depuis 2016, les permis d'exploitation minière se sont multipliés. En mai 2018, près de 300 000 hectares étaient déjà concernés par des activités d'extraction ou des projets de recherches minières.
L'espace maritime guyanais reste très peu exploré, permettant d'accueillir dans ses eaux une biodiversité particulièrement riche, dont de nombreuses espèces de dauphins et de baleines. Cependant, à quelques kilomètres plus au sud dans les eaux brésiliennes, des compagnies pétrolières envisagent de forer le sous-sol marin, ce qui inquiète les défenseurs de l'environnement.

## Histoire

### Autochtones et Européens
Les premières traces archéologiques (poteries, gravures rupestres, polissoirs…) de peuples amérindiens entre l'Oyapock et le Maroni remontent au Ve millénaire avant notre ère. Nombre de leurs successeurs dans la même zone géographique appartiennent principalement au groupe linguistique des Tupi-Guarani.
On estime qu'à la fin du IIIe siècle, des Indiens arawaks et palikurs, originaires des rives de l'Amazone, s'installent sur le littoral guyanais. Ils sont suivis au VIIIe siècle par les Kalinago ou Karibes, les Kali'na (Galibis) et Wayana.
La côte de Guyane est reconnue par Christophe Colomb en 1498. Malgré le partage du Nouveau Monde organisé en 1494 par le traité de Tordesillas entre le Portugal et l'Espagne, les nations européennes sont à l'origine de nombreuses tentatives de colonisation en Guyane dès le XVIe siècle.
Dès 1503 commencent les premières implantations dans la zone de Cayenne, notamment celle des Français, par le voyage de Nicolas Guimestre en 1539, suivie de celle de l'Anglais Robert Baker (1562) et de celle de Gaspard de Sotelle (1568-1573), qui implante plus de 120 familles espagnoles dans l'île de Cayenne.
De 1596 à 1598, les Anglais John Ley et Lawrence Keymis, et le Néerlandais Abraham Cabeliau effectuent des reconnaissances géographiques précises des côtes de la Guyane. Les vraies implantations européennes apparaissent surtout au XVIIe siècle, par des occupations ponctuelles (quelques années) d'embouchures fluviales, et sont l'œuvre de la France, de l'Angleterre et des Pays-Bas.
En 1604, la colonie de Guyane prend le nom de France équinoxiale.

### Esclavage et tentative de peuplement

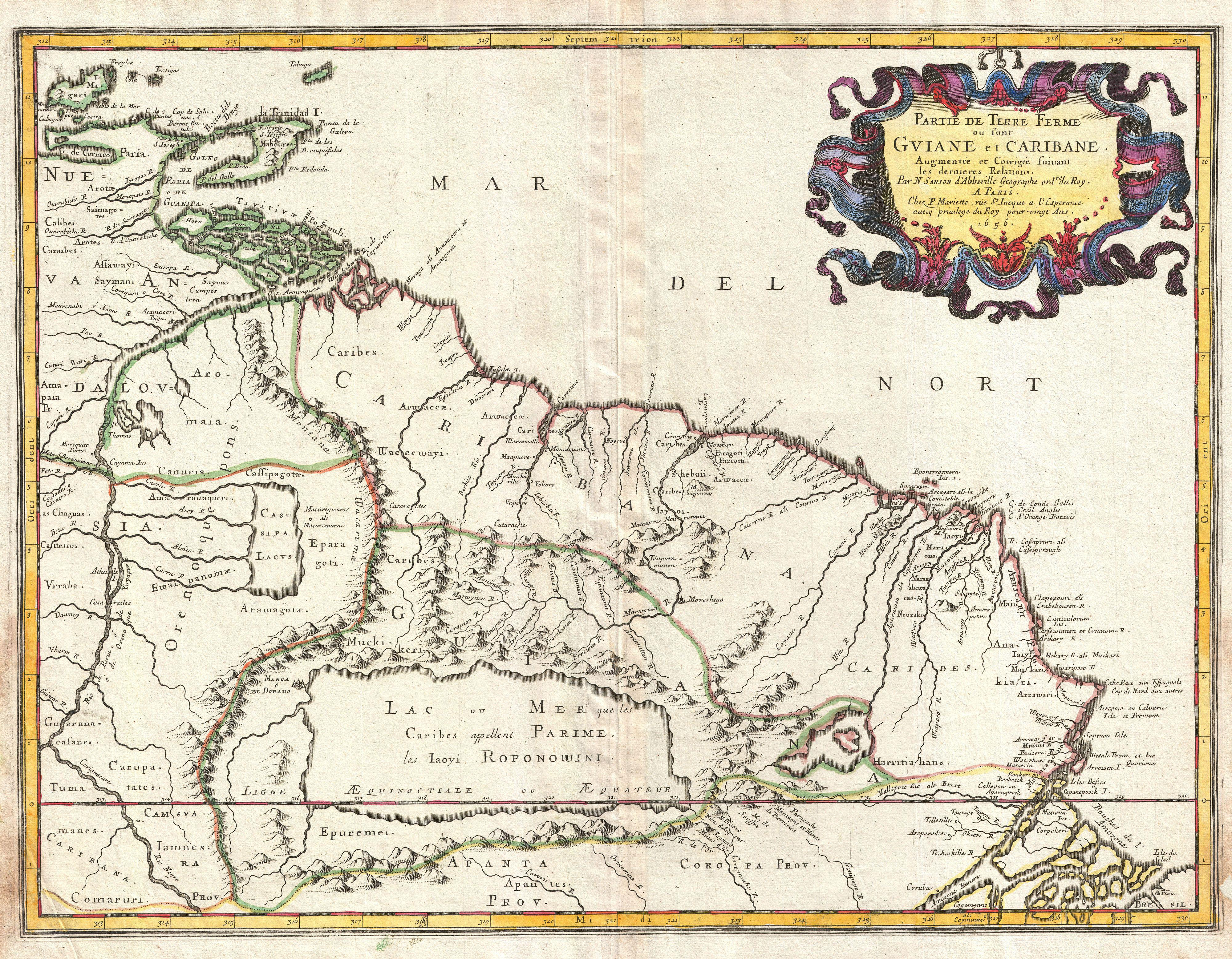
Carte de Guyane datant de 1656.

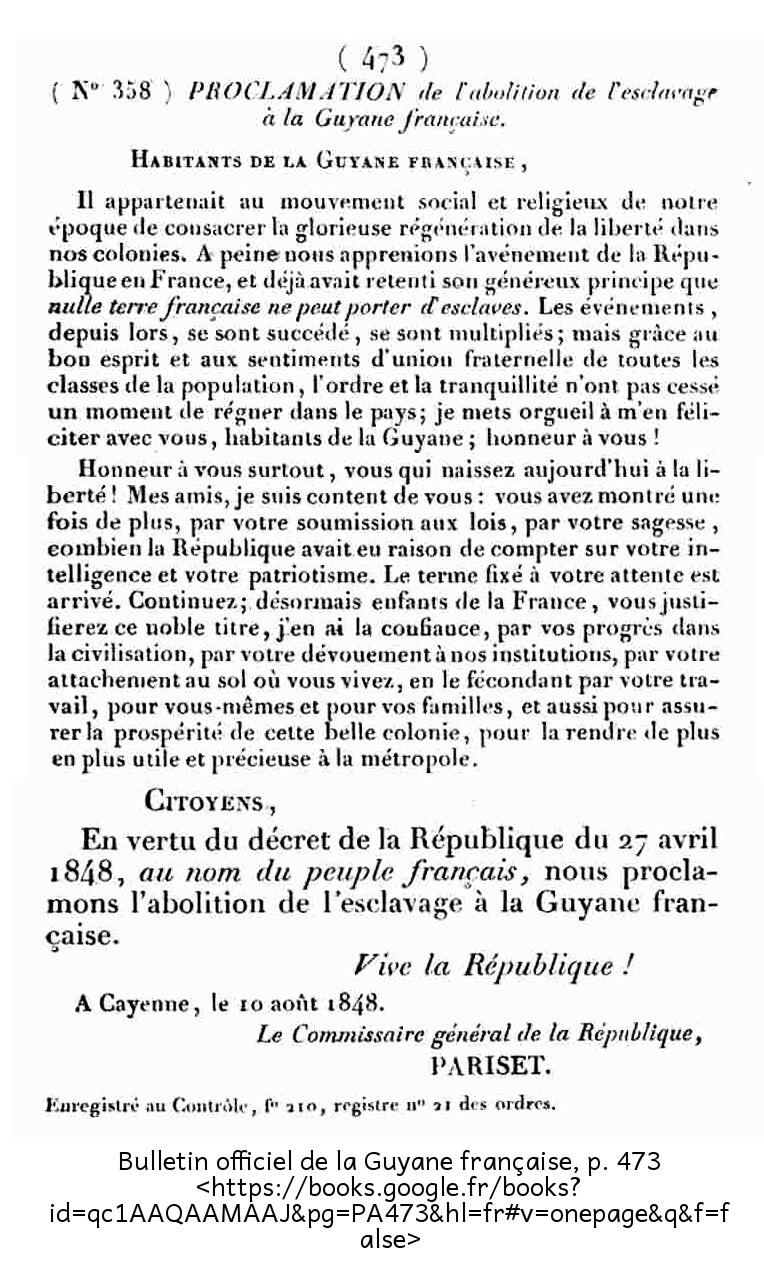
Proclamation de l'abolition de l'esclavage à la Guyane française, 10 août 1848.

Si les premières tentatives importantes de colonisations françaises datent des années 1620, elles sont souvent mises à mal par les dissensions internes des colons, les rapports humains médiocres avec les Amérindiens, voire la dureté des conditions de vie, notamment avec la fièvre jaune. De leur côté, les nations amérindiennes doivent faire face à un important taux de mortalité, dû aux guerres menées face aux colonisateurs, mais aussi à l'action d'épidémies nouvellement importées d'Europe.
Longtemps, la tutelle du roi de France sur la Guyane est régulièrement contestée ; ce n'est qu'avec la reprise de Cayenne en décembre 1676 par l'amiral Jean d'Estrées que les Français s'implantent définitivement. Et encore ne contrôlent-ils que l'île de Cayenne et, par intermittence, quelques postes militaires aux estuaires. C'est cette présence humaine et militaire faible qui explique en grande partie l'extrême facilité avec laquelle les Portugais du Brésil se sont emparés de l'île de Cayenne pendant les guerres napoléoniennes, île qu'ils ont occupée de 1809 à 1817.
La colonisation de la Guyane est d'abord le fait de travailleurs européens, les « engagés », également appelés les « trente-six-mois » parce que liés par un contrat de trois années à leur maître. Cette tentative, faute de volontaires, est très vite remplacée par des esclaves d'origine africaine, utilisés dans les habitations (exploitations agricoles) à la culture des produits coloniaux : sucre, épices, chocolat et café.
Comme dans les autres colonies françaises, l'esclavage est en grande partie régi par les textes du Code noir (1685).
Cette société d'habitation reste le modèle économique dominant en Guyane jusqu'à la deuxième abolition de l'esclavage en 1848. Elle n'a toutefois pas apporté un vrai développement à la Guyane, qui reste la région pauvre et sous-peuplée, de l'ensemble colonial français en Amérique. En 1713, lors du Traités d'Utrecht, le roi de France Louis XIV, afin de limiter les conflits locaux avec la colonie portugaise du Brésil, pose les bases de la frontière entre le Brésil et la France.
L'expédition de Kourou qui débuta à partir de 1763 est très mal préparée. Elle fut menée à la demande de Choiseul et dirigée par le chevalier Étienne-François Turgot, gouverneur, Jean-Baptiste Thibault de Chanvalon, intendant et Antoine Brûletout de Prefontaine, commandant, pour établir une vraie colonie d'agriculteurs d'origine européenne dans les savanes de l'Ouest guyanais. Cependant, cela sera un échec retentissant : presque tous les colons « survivants » s'enfuient de Guyane pour rejoindre la métropole. Seuls restent en Guyane des colons allemands et canadiens, qui s'implantent durablement à Kourou, Sinnamary, Malmanoury, Corossony et Iracoubo, et y fondent une société originale (et métissée) d'agriculteurs exploitants en Guyane.
La Guyane française est occupée par les Britanniques de 1778 à 1783, puis de 1785 à 1788.
Pendant la Révolution elle devient pour la première fois (Collot d'Herbois et Billaud-Varenne), lieu de déportation politique; ceux-ci seront suivis en 1798, alors que La Guyane est érigée en un département, des « déportés de fructidor » et de prêtres réfractaires : Counamama et Sinnamary seront le cimetière de la plus grande partie d'entre eux.
Pendant la Révolution, l'esclavage est aboli en 1794 dans toutes les colonies par la Convention nationale, dirigée par les Montagnards. Toutefois, le premier consul Napoléon Bonaparte le rétablit en 1802, avant que l'abolition ait eu le temps de prendre effet.
Sous Napoléon Ier, le Portugal envahit et occupe la Guyane, de 1809 à 1817, en représailles de l'invasion par la France de la partie européenne du pays : cette période d'occupation va marquer le créole guyanais, qui va intégrer de nombreux mots portugais dans son vocabulaire. Bien que rendue aux Français, à la suite des applications du traité de Vienne de 1815, le retour effectif des Français est à situer en avril 1817, avec l'envoi d'un gouverneur.
L'esclavage est définitivement supprimé par le décret d'abolition de l'esclavage du 27 avril 1848 de la IIe République, sous l'impulsion notamment de l'abolitionniste Victor Schœlcher.
La disparition de la main-d'œuvre servile met un point d'arrêt à l'économie coloniale traditionnelle.
Pour pallier le manque de main-d'œuvre mais surtout pour débarrasser la métropole d'opposants politiques républicains et de délinquants de droit commun, le Second Empire crée des bagnes en Guyane. Ils accueillent des transportés, des déportés puis également des relégués jusqu'en 1946. Dans les années 1930, les Établissements Pénitentiaires Spéciaux, dits aussi « bagnes des Annamites » (voir Camp Crique Anguille), sont implantés dans le Territoire de l'Inini. Peuplés d'opposants politiques et d'intellectuels indochinois, mais aussi de petits délinquants, voleurs et proxénètes, ces bagnes seront un échec cuisant.
Les essais de peuplement de la Guyane par des ouvriers « libres » issus de l'immigration (Afrique, Inde, États-Unis, Madère…) ne seront pas plus durables.

### Le «Contesté»
En 1713, les traités d'Utrecht fixent une frontière entre les territoires français et portugais du plateau des Guyanes. C'est une rivière qui doit servir de frontière, mais le traité n'est pas certain quant à la rivière qu'il désigne. En 1822, le Brésil devient indépendant. Plusieurs centaines de kilomètres carrés sont contestés entre la France et le Brésil.
Le « Contesté » devient un territoire neutre, refuge d'aventuriers, de bagnards échappés ou d'esclaves en marronnage.
À la fin du XIXe siècle les deux pays se mettent d'accord pour recourir à l'arbitrage de la Suisse. La diplomatie brésilienne s'investit fortement dans cet arbitrage alors que la France ne met guère de moyens dans la négociation. L'arbitrage suisse est rendu en 1900 en faveur du Brésil, le fleuve Oyapock est retenu comme frontière entre la Guyane française et le Brésil. Les ressortissants français ne peuvent s'installer sur la rive désormais brésilienne.

### Ruée vers l'or
En 1855, un site aurifère est découvert dans l'Est guyanais sur l'Arataye, un affluent de l'Approuague. Dans l'Ouest, de l'or est extrait de la rivière Inini (Haut-Maroni). Le début du XXe siècle est marqué par une ruée vers l'or, avec 10 000 chercheurs en activité, entraînant une croissance du commerce local souvent artificielle, et l'arrêt des dernières activités agricoles par manque de main-d'œuvre.
L'existence éphémère de la République de la Guyane indépendante (Amapá, 1886-1891, puis État Libre de Counani (1904-1912)) est liée à cette ruée vers l'or.

### Bagne
Saint-Laurent-du-Maroni, Cayenne et les îles du Salut furent des lieux de déportation pour les condamnés aux travaux forcés de 1852 à 1946, sur décision de Napoléon III. Le capitaine Alfred Dreyfus y fut envoyé en 1894.
La Guyane restera alors une colonie française jusqu'au 19 mars 1946, où elle obtient le statut de département d'outre-mer. La France attendait des détenus qu'ils fussent aussi des colons. Mais ce fut un échec. La fermeture du bagne a été obtenue, après la Seconde Guerre mondiale, à la suite de la publication de 27 articles d'Albert Londres et sous l'impulsion de Gaston Monnerville. C'est en 1938 que le dernier convoi de bagnards a fait route vers la Guyane, mais ce n'est qu'en 1945 que l'Assemblée constituante décida de rapatrier les survivants qui le souhaitaient (très peu sont restés). L'opération prit huit ans.

### Seconde Guerre mondiale

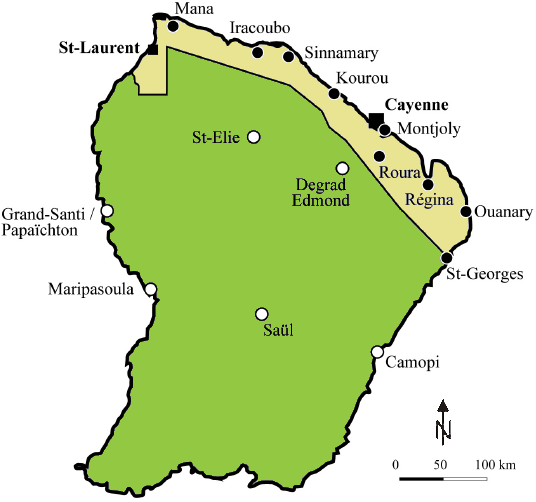
La colonie de la Guyane, devenue département en 1946 (en jaune), et le territoire de l'Inini (en vert).

La déclaration de guerre à l’Allemagne Nazie est accueillie avec enthousiasme en Guyane et dans les Antilles. Plus de 1 200 Guyanais furent initialement mobilisés pour combattre en Europe, mais la moitié d’entre eux sont renvoyés chez eux. Sur les six cents restants, seuls trois cents guyanais furent embarqués pour la métropole entre octobre 1939 et octobre 1940. L’amiral Robert est nommé Haut-Commissaire de la République pour les Antilles-Guyane afin de superviser les colonies et les forces françaises de l’Atlantique Ouest. Après l’Armistice, malgré le vote des conseils généraux antillais pour la poursuite de la guerre, l’Amiral Robert choisit le ralliement au régime de Vichy.
Sous l’autorité du gouverneur Robert Chot, nommé en janvier par Gaston Monnerville, les autorités vichystes mènent une politique répressive. La suspension des importations de métropole et d'Etats voisins provoquent des pénuries alimentaires et de ressources. La sympathie pour la France Libre grandit progressivement, à mesure que la vie locale se dégrade.
Les premiers actes de résistance se manifestent dès mars 1942, notamment à travers des opérations de sabotage. Une partie des Guyanais fuient clandestinement la colonie pour rejoindre les formateurs gaullistes stationnés dans les Antilles britanniques. La possible entrée en guerre du Brésil contribue également à gonfler les rangs de la Dissidence guyanaise, qui dirigent des manifestations dans les rues.Le 16 mars 1943, après une manifestation de masse à Cayenne, le gouverneur René Veber, ayant succédé à Chot, déclare la Guyane en dissidence et quitte la colonie avec ses collaborateurs. L’Amiral Robert transmet ses pouvoirs à Henri Hoppenot, mandaté par le CFLN, et part pour les États-Unis. Celui-ci ratifie le ralliement à la France Libre, incitant une centaine de Guyanais à prendre part aux débarquements de Corse et de Provence.
Le giraudiste Jean Rapenne, soutenu par les États-Unis, succède à Veber en tant que gouverneur de Guyane, au détriment du gaulliste Maurice Berthaud. Rapenne fait notamment fermer le bagne de Saint-Jean-du-Maroni en septembre 1943 et met l'aéroport de Cayenne-Rochambeau à disposition de l’armée américaine. Pointé du doigt pour sa résistance aux ordonnances du CFLN et ses concessions aux Américains, il est relevé de ses fonctions en Novembre 1943 au profit de Jules Eucher Surlemont.
La Guyane reste une colonie française jusqu'au 19 mars 1946, où elle obtient le statut de département d'outre-mer.

### Base spatiale européenne

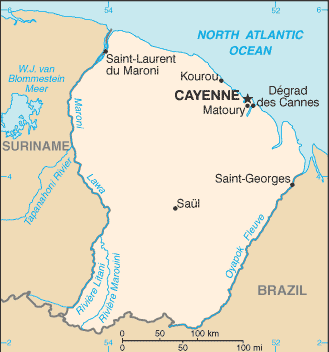
Localisation des villes de Cayenne, Kourou, Saint-Laurent-du-Maroni, Saint-Georges-de-l'Oyapock, Saül.

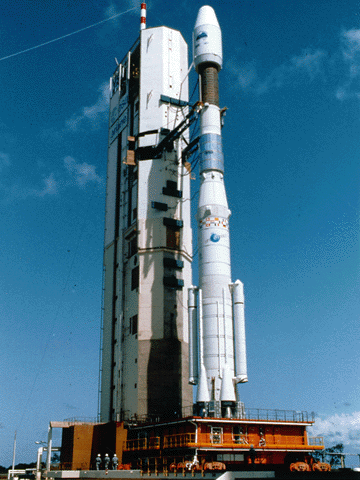
Lanceur Ariane 4 au Centre spatial guyanais à Kourou.

En 1964, le général de Gaulle prend la décision de construire une base spatiale en Guyane, destinée à remplacer la base saharienne située en Algérie à Hammaguir. La position du département est privilégiée, proche de l'équateur avec une large ouverture sur l'océan. Le Centre spatial guyanais, depuis les premières fusées « Véronique », s'est largement développé au fil des années. Port spatial de l'Europe avec des lanceurs comme Ariane 4 et Ariane 5, qui se révèlent un véritable succès commercial dans le monde,, le Centre spatial guyanais développe aussi le Programme Vega, et une base de lancement Soyouz construite à Sinnamary. Ariane 6, projet initié en 2014, est lancée à partir de 2024.
En 1982, les lois de décentralisation entrent en vigueur et un transfert de compétences s'opère vers les collectivités territoriales qui vont devenir acteurs du développement de la Guyane.

### Crise sociale du printemps 2017
Fin mars 2017, un large mouvement de manifestations et de grèves se développe en Guyane et amène le déplacement sur place des ministres de l'Intérieur et de l'Outre-Mer. L'accord proposé par le gouvernement est refusé par les représentants des manifestants et grévistes le 2 avril.

## Politique et administration

### Statut juridique
La Guyane est une région administrative dont la préfecture est à Cayenne. Elle a constitué en 1946 avec la Guadeloupe et la Martinique, situées dans les Antilles, les départements français d'Amérique (DFA).
La Guyane élit une assemblée unique depuis l'approbation par les Guyanais, au cours d'un référendum tenu le 24 janvier 2010, de fusionner le conseil régional et le conseil général en une assemblée territoriale unique ou « collectivité unique ».
Au niveau communal, il existe 22 communes dirigées par des maires. Certaines de ces communes, comme Maripasoula et Camopi, ont des superficies supérieures aux départements métropolitains. De plus, certaines communes sont subdivisées en villages supervisés par des capitaines.
Par ailleurs, la Guyane est représentée au niveau national par deux députés (voir les circonscriptions) et deux sénateurs.
Elle est aussi la plus grande des neuf régions ultrapériphériques de l'Union européenne.

### Découpage administratif
Au 1er janvier 2021, la Guyane est découpée en deux arrondissements (Cayenne et Saint-Laurent-du-Maroni) et vingt-deux communes. En 2022, l'arrondissement de Cayenne est démembré pour former l'arrondissement de Saint-Georges.
Chacune des vingt-deux communes est dirigée par un maire. Certaines communes sont subdivisées en villages supervisés par des chefs coutumiers, les capitaines.

### Symboles
Le logo de la collectivité territoriale de Guyane est le seul symbole officiel. L'unité régionale de gendarmerie utilise pour ses uniformes le blason de Cayenne.
Le conseil général de la Guyane, qui a disparu en 2015, avait adopté en 2010 le drapeau de l'Union des travailleurs guyanais (syndicat UTG) comme drapeau de la Guyane.

Logo de la collectivité territoriale de Guyane (depuis 2016).
Drapeau des six peuples autochtones de Guyane (Depuis 2012).
Blason utilisé par la gendarmerie.
Blason historique de 1901.
Drapeau de l'UTG (Drapeau utilisé par le conseil général de 2010 à 2015). Ce drapeau est aussi utilisé par les panafricains de Guyane.
Logo de l'ancien conseil régional de Guyane (1974-2015).
Logo de l'ancien conseil général de Guyane (1948-2015).

### Politique
Trois tendances politiques se partagent la vie politique guyanaise. Les deux principales forces politiques restent, à l'instar du reste de la France, la droite loyaliste, représentée par Les Républicains et la gauche loyaliste, représentée par le Parti socialiste guyanais (PSG), les Forces démocratiques de Guyane (FDG), le Parti socialiste (PS) et Guyane Écologie (GE). Mais cette « gauche loyaliste » est à présent très concurrencée par La France insoumise. Enfin, la troisième tendance politique est l'extrême gauche indépendantiste, représentée par le Mouvement de décolonisation et d'émancipation sociale (MDES) et le Walwari (PRG). Le mouvement La France insoumise est représenté en Guyane par huit Groupes d'Action (GA ou GdA). Le score, en tête, de Jean-Luc Mélenchon à l'élection présidentielle de 2017 et le soutien du mouvement à la candidature de Davy Rimane lors de l'élection législative partielle de mars 2018 ont permis à la France insoumise de se positionner comme une nouvelle force de gauche dans la région.

### Défense
Les forces armées en Guyane représentent 2 300 militaires.
Ces forces sont principalement réparties dans les unités suivantes :
- le 9e régiment d'infanterie de marine (9e RIMa) de Cayenne, à la Madeleine ;
- le 3e régiment étranger d'infanterie (3e REI) de Kourou ;
- le régiment du service militaire adapté de la Guyane situé à Saint-Jean-du-Maroni, avec un détachement à Cayenne ;
- l'armée de l'air et de l'espace basée à la base aérienne 367 près de l'aéroport Félix Éboué ;
- la marine nationale positionnée dans la base navale de Dégrad des Cannes ;
- un détachement de la brigade de sapeurs-pompiers de Paris à Kourou, assurant la protection des personnes et des biens du Centre spatial guyanais.

### Relations avec le plateau des Guyanes (les pays voisins)
La Guyane a un rôle de représentation de « la France en Amérique Latine » et notamment auprès de ses plus proches voisins (Brésil, Suriname et Guyana) qui connaissent des problèmes et enjeux partagés (dont la difficile protection d'un large territoire en partie peu accessible, vulnérable au dérèglement climatique et à la surexploitation des ressources, et touché par des activités illicites (déforestation, orpaillage, trafics), où des flux d'immigration clandestine menacent les populations autochtones. Ceci devrait selon un récent rapport sénatorial encourager une coopération transfrontalière, notamment dans le cadre du sommet des pays d’Amazonie. En 2023, la Commission des affaires étrangères du Sénat français suggère aussi une coopération entre le parc national des montagnes du Tumucumaque (Parque Nacional das Montanhas do Tumucumaque) et le Parc amazonien de Guyane pour créer une aire protégée qui serait la plus vaste au monde, tout en poussant la coopération de la France avec le Brésil, le Suriname et le Guyana.

#### Relation avec le Brésil
Une coopération existe depuis longtemps avec le Brésil (dont sur le thème de la lutte contre la pêche ou l'orpaillage illégaux), et sur la protection des plus de 730 km de frontière commune (la plus longue frontière terrestre de la France), mais des tensions frontalières subsistent en 2023 (les Brésiliens doivent avoir un visa pour entrer en Guyane, mais pas pour entrer sur le territoire métropolitain, alors que les Guyanais n'ont pas besoin de visa pour entrer au Brésil ; en outre les habitants de l’Amapá doivent aller à Brasilia pour obtenir un visa). Le Sénat français a en 2023 encouragé à améliorer le système des visas, à continuer le partenariat de 2006 en l'élargissant aux domaines du cyberespace et du spatial, et éventuellement en renforçant le programme ProSub dans le domaine nucléaire avec l'ICN pour vendre des sous-marins en Amérique latine. Il promeut aussi un rapprochement avec le Censipam le partage de données du satellite Sentinel-1 et une contribution française au Fonds Amazone relancé par Lula. 

#### Relation avec le Suriname
Ce pays est en situation de crise économique, en défaut de paiement de sa dette extérieure (150 % de son PIB fin 2020) et aidé par le FMI (et le Club de Paris pour ce qui concerne sa dette avec la France) ; des réformes se sont notamment traduites par une hausse du coût de l’électricité et des carburants, le gel des salaires des fonctionnaires, une TVA de 10 % depuis 2023, faits mal supportés par la population. Le pays est tenté d'exploiter de potentiels gisements pétroliers offshore, ce qui contribueraient à aggraver la crise climatique. En 2023, le sénat français encourage une coopération renforcée avec le Suriname qui a plus de 500 km de frontière avec la Guyane. En un accord de statut des forces à l’étranger a été signé avec la France, et une mission de défense est attendue dans l’ambassade de France en août 2023, alors qu'une convention d'entraide judiciaire et policière existe depuis 2021, contre la criminalité transfrontalière, renforçant une coopération policière transfrontalière signée en 2006 et en vigueur depuis septembre 2022. 
En mars 2021, un protocole d’accord de reconnaissance de la frontière sur le Maroni-Lawa doit mettre fin à une partie d'un contentieux frontalier (si le Suriname le ratifie), et des négociations pour la 4e et dernière section de la frontière litigieuse sont espérées. 
En 2023, un rapport sénatorial encourage aussi Proparco (filiale de l'Agence française de développement) à soutenir le secteur privé surinamien.

#### Relation avec le Guyana
Indépendant depuis 1966, ce pays est considéré comme le plus pauvre d’Amérique du Sud. Mais il disposerait en offshore d'environ 11,5 milliards de barils équivalents pétrole (découvert par ExxonMobil en 2015), soit la seconde plus grande réserve d'hydrocarbures de la planète, qu'il faudrait selon le GIEC ne pas exploiter, mais qui l'est avec 1,2 million de barils/jour attendus pour 2027, avec création d'un fonds souverain (Natural Resource Fund) placé auprès d’une institution financière newyorkaise, qui a dopé de plus de 88 % le PIB du pays en 2022, et devrait financer l’agriculture, l’agroalimentaire et des routes (650 millions de dollars annoncés), des logements (258 millions de dollars) et une infrastructure électrique (210 millions) outre l’éducation et la santé. Comme toute la région du plateau des Guyanes, ce pays est victime d'une criminalité organisée qui concerne notamment la pêche et l'orpaillage, mais aussi la drogue (cocaïne destinée à l’Amérique du Nord et l’Europe notamment).
En 2023, les Guyaniens ne peuvent pas obtenir de visa pour la France à partir du territoire du Guyana car les pays de l’Union européenne n'ont pas encore d'ambassade à Georgetown ; il faut aller à l’ambassade des Pays-Bas au Suriname pour faire une demande de visa Schengen. En 2023, le sénat français encourage la création d'une ambassade à Georgetown (Guyana), comme l'ont fait les États-Unis, la Chine ou la Russie. 

## Population et société

### Démographie
La population de la Guyane est en forte augmentation : elle pourrait passer à 391 000 habitants en 2042, selon l'Insee, si les tendances observées se maintenaient, en raison d'un fort taux de croissance naturelle (excédent des naissances sur les décès). Cependant, on observe un ralentissement de la croissance démographique lié à une légère inflexion de la natalité et, surtout, à un retournement du solde migratoire, devenu négatif. De par son étendue, la Guyane est le département le moins densément peuplé de France (3,6 hab./km2).
| 1830   | 1845   | 1853   | 1861   | 1876   | 1954   | 1961   | 1967   | 1974   |
| ------ | ------ | ------ | ------ | ------ | ------ | ------ | ------ | ------ |
| 23 747 | 19 795 | 16 817 | 19 959 | 18 230 | 27 863 | 33 505 | 44 392 | 55 125 |

| 1982   | 1990    | 1999    | 2006    | 2011    | 2016    | 2021    | 2022    | - |
| ------ | ------- | ------- | ------- | ------- | ------- | ------- | ------- | - |
| 73 022 | 114 678 | 157 213 | 205 954 | 237 549 | 269 352 | 286 618 | 288 382 | - |

### Communes les plus peuplées
| Nom                     | Code Insee | Intercommunalité       | Superficie (km2) | Population (dernière pop. légale) | Densité (hab./km2) | Modifier                                    |
| ----------------------- | ---------- | ---------------------- | ---------------- | --------------------------------- | ------------------ | ------------------------------------------- |
| Cayenne                 | 97302      | CA du Centre Littoral  | 23,60            | 63 956 (2022)                     | 2 710              | modifier les données · modifier les données |
| Saint-Laurent-du-Maroni | 97311      | CC de l'Ouest guyanais | 4 830,00         | 51 732 (2022)                     | 11                 | modifier les données · modifier les données |
| Matoury                 | 97307      | CA du Centre Littoral  | 137,19           | 35 551 (2022)                     | 259                | modifier les données · modifier les données |
| Remire-Montjoly         | 97309      | CA du Centre Littoral  | 46,11            | 27 037 (2022)                     | 586                | modifier les données · modifier les données |
| Kourou                  | 97304      | CC des Savanes         | 2 160,00         | 24 470 (2022)                     | 11                 | modifier les données · modifier les données |
| Macouria                | 97305      | CA du Centre Littoral  | 377,50           | 18 807 (2022)                     | 50                 | modifier les données · modifier les données |
| Mana                    | 97306      | CC de l'Ouest guyanais | 6 332,60         | 11 364 (2022)                     | 1,8                | modifier les données · modifier les données |
| Apatou                  | 97360      | CC de l'Ouest guyanais | 2 020,00         | 10 059 (2022)                     | 5,0                | modifier les données · modifier les données |
| Grand-Santi             | 97357      | CC de l'Ouest guyanais | 2 112,00         | 9 390 (2022)                      | 4,4                | modifier les données · modifier les données |
| Maripasoula             | 97353      | CC de l'Ouest guyanais | 18 360,00        | 8 423 (2022)                      | 0,46               | modifier les données · modifier les données |
| Papaichton              | 97362      | CC de l'Ouest guyanais | 2 628,00         | 5 530 (2022)                      | 2,1                | modifier les données · modifier les données |
| Saint-Georges           | 97308      | CC de l'Est guyanais   | 2 320,00         | 4 710 (2022)                      | 2,0                | modifier les données · modifier les données |
| Montsinéry-Tonnegrande  | 97313      | CA du Centre Littoral  | 600,00           | 3 457 (2022)                      | 5,8                | modifier les données · modifier les données |
| Roura                   | 97310      | CA du Centre Littoral  | 3 902,50         | 3 382 (2022)                      | 0,87               | modifier les données · modifier les données |
| Sinnamary               | 97312      | CC des Savanes         | 1 340,00         | 2 801 (2022)                      | 2,1                | modifier les données · modifier les données |

### Populations actuelles

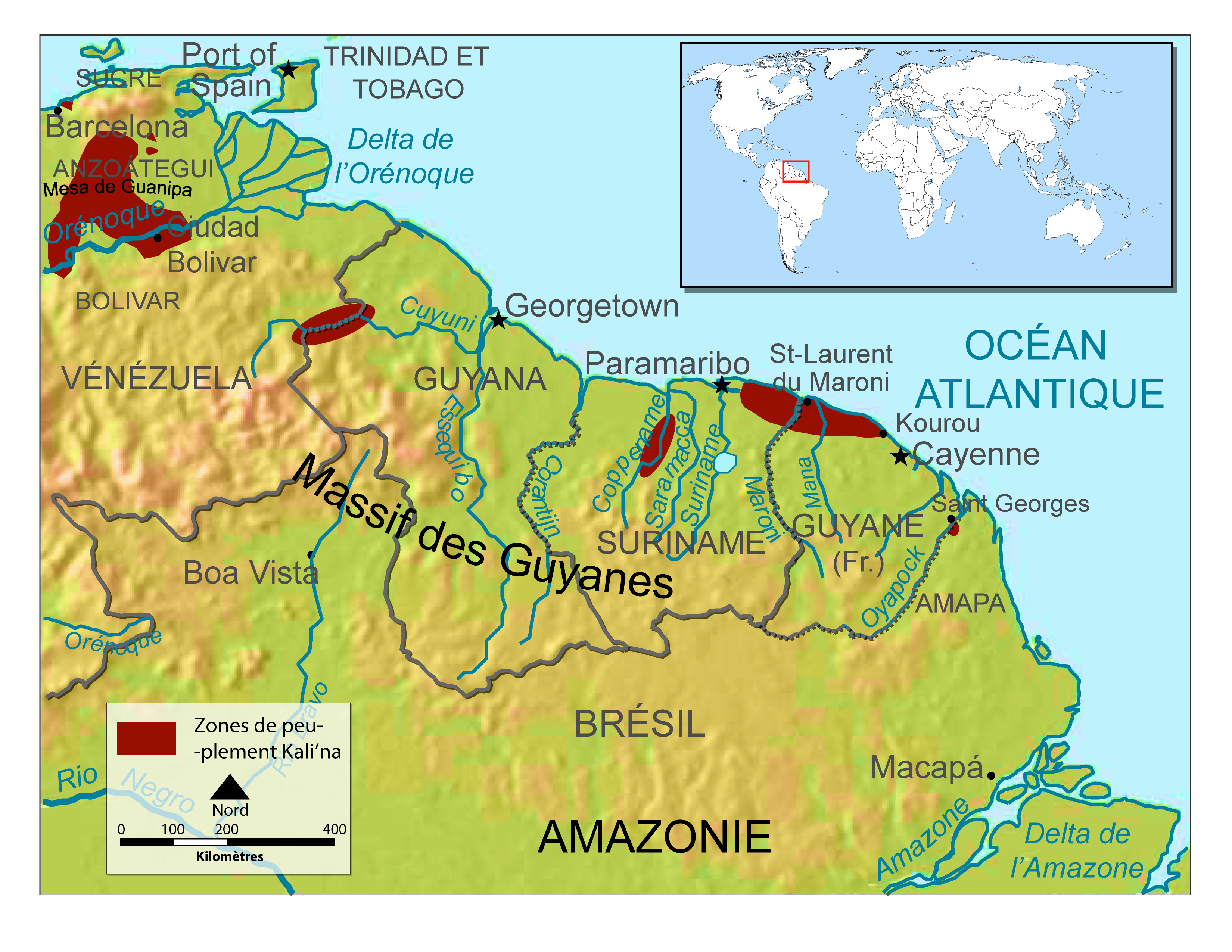
Localisation géographique du peuple des Kali'nas en Guyane.

Les habitants de la Guyane sont appelés les Guyanais et les Guyanaises, à ne pas confondre avec les Guyaniens et Guyaniennes qui sont les habitants du Guyana.
La population est essentiellement groupée dans quelques communes sur le littoral, le long de la RN 1 (bande littorale) et au bord des grands fleuves et de leurs estuaires. De nombreuses communautés coexistent[source insuffisante], venant de 80 pays, avec aujourd'hui une quarantaine de nationalités, dont (en 2006) :
- les Créoles guyanais de langue maternelle créole, métis pour la plupart, représentent environ 30 % de la population localisée à Cayenne[68] ;
- les Antillais guadeloupéens (auxquels s'ajoutent les Martiniquais, moins nombreux), créolophones, représentent 5 % de la population localisée sur le littoral guyanais[68] ;
- les Guyanais d'origine métropolitaine représentent environ 13 % de la population principalement située dans l'agglomération de Cayenne, Kourou  et le littoral[68] ;
- les descendants des Noirs Marrons, appelés « Bushinengués » (les Saramacas, les Paramacas, les Alukus (ou Bonis), les Djukas, les Kwintis et les Matawais) représentent 6 % de la population et vivent le plus souvent dans des villages, notamment le long du fleuve Maroni et Saint-Laurent-du-Maroni[68] ;
- les Amérindiens répartis en six ethnies vivant essentiellement dans la partie amazonienne du département, ainsi qu'un gros village au nord ouest, Awala, sont estimés à environ huit mille personnes en 2015[68]. Au 7 août 2006, le Survival International avait estimé leur nombre à quelque dix mille individus, et souligné que leurs droits à la propriété collective de leurs terres, sur lesquelles ils étaient autrefois souverains, n'étaient toujours pas reconnus[69] :
  - les Lokonos et les Palikur, de langue arawakienne,
  - les Kali'na et les Wayana, de langue caribe,
  - les Wayãpi et les Tekos, de langue tupi ;
- les immigrants arrivés à partir de la fin du XIXe siècle (Chinois, Saint-Luciens, Libanais) ou encore les travailleurs originaires d'Inde, arrivés en Guyane dans les terres amazoniennes pour pallier le manque de main d'œuvre du fait de la suppression de l'esclavage[68] ;
- les immigrés arrivés à partir des années 1960 originaires du Brésil, d'Haïti et du Suriname représentent environ 36 % de la population (en incluant les Bushinengués natifs du Suriname). Ils se situent principalement à Cayenne et ses alentours et Saint-Laurent, ainsi qu'à Kourou[68] ;
- les Hmongs, réfugiés du Laos arrivés entre 1974 et 1977, représentent une population estimée à quatre mille individus. Ils produisent les trois quarts des fruits et légumes du département sur des terres qu'ils ont eux-mêmes défrichées à leur arrivée[68].

### Langues
Le français est la langue officielle de la Guyane mais de nombreuses autres langues locales sont aussi utilisées. Malgré le statut du français, le créole guyanais reste de loin, la langue la plus parlée dans la société. Cette langue à base de français, d'anglais, d'espagnol, de portugais, de langues africaines et amérindiennes, serait née au XVIIe siècle entre les esclaves africains et leurs maîtres français qui tentaient de communiquer. Elle est parfois mélangée avec les autres langues créoles des communautés immigrées de la Caraïbe (créole antillais et créole haïtien).
Six langues bushi kondé (des noirs marrons), parlées par les Busi-Nengue Guyanais ou Surinamiens (Surinamais pour l'Académie française) : langues boni, saramaca, paramaca, djuka, mataray, kwenty, aluku.
Les autres langues régionales sont six des sept Langues amérindiennes (arawak, palikur, kali'na, wayana, wayãpi, émerillon), ainsi que le hmong (langue laotienne). La langue apalai parlée par peu de locuteurs n'est pas reconnue officiellement.
L'anglais est beaucoup plus parlé et compris que le portugais, car une grande partie de la population parle des créoles à bases anglaises.
Enfin, les autres communautés formant une partie non négligeable de la population parlent quotidiennement le chinois, l'espagnol, etc.

### Religions

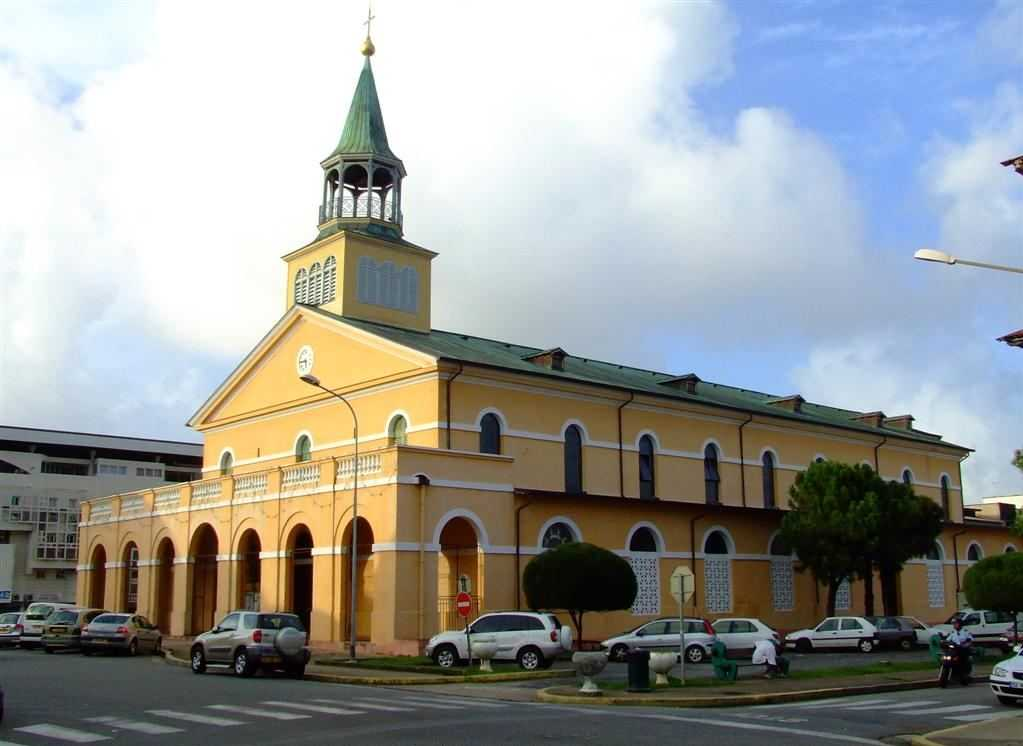
Cathédrale Saint-Sauveur de Cayenne.

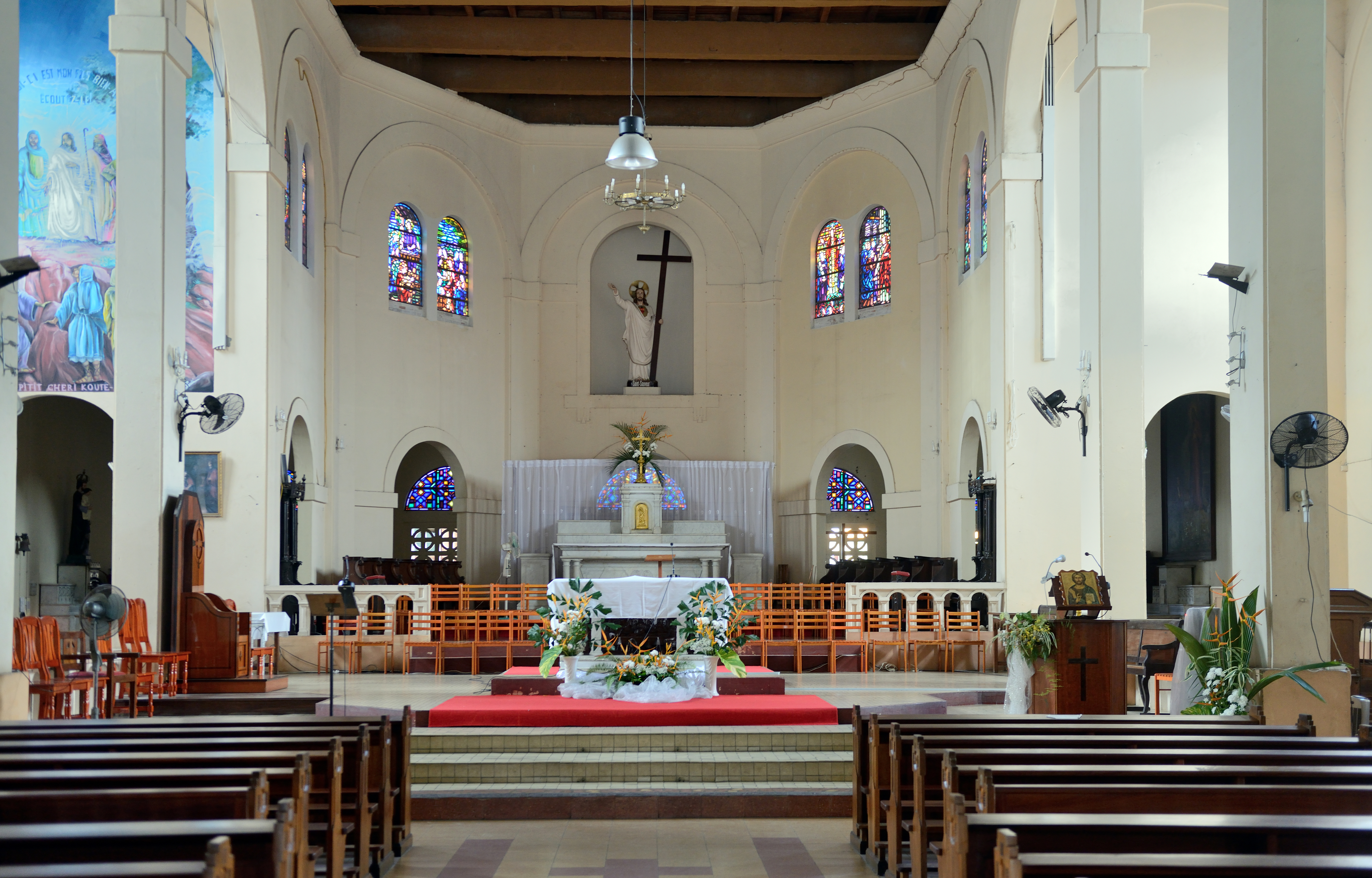
Intérieur de la cathédrale.

La Guyane fait partie de la France et est un département français, mais bénéficie d'un régime particulier : la loi de 1905 sur la séparation de l'Église et de l'État ne s'applique toujours pas en Guyane qui reste sous le régime de l'ordonnance royale de Charles X du 27 août 1828.
En effet, en 1911, lors de l'extension de la loi de 1905 aux Antilles et à La Réunion, une partie de la classe politique guyanaise s'est opposée à toute modification. La Commission coloniale émet alors un avis négatif, bien qu'elle ne soit pas compétente en la matière. Dans une décision Beherec prise le 9 octobre 1981 (no 18649, Rec. p. 358), le Conseil d'État entérine cette décision en arguant que si la loi du 9 décembre 1905 a bien été étendue par le décret du 6 février 1911 à la Guadeloupe, la Martinique et la Réunion, elle n'a pas fait l'objet d'une semblable extension en Guyane avant l'assimilation par la loi du 19 mars 1946 de ce territoire aux départements métropolitains, et qu'aucun décret postérieur ne l'y a introduit. Il en tire la conclusion que le statut des Églises catholiques y reste régi par la loi du 12 novembre 1828.
La collectivité de Guyane est par conséquent soumise à deux anciens textes qui reconnaissent le seul culte catholique et l'obligent à rémunérer sur son budget les prêtres officiant en Guyane :
- l'ordonnance royale du 27 août 1828 concernant le Gouvernement de la Guyane française ;
- la loi du 13 avril 1900 portant fixation du budget général des dépenses et des recettes de l'exercice 1900, qui a transféré la rémunération des prêtres à la colonie de Guyane, devenue aujourd'hui la Collectivité territoriale de Guyane.

Saisi à ce sujet, le Conseil constitutionnel a estimé dans la décision du 2 juin 2017 que la rémunération des ministres du culte par la Collective territoriale de Guyane était conforme à la Constitution. Il considère notamment qu'il ressort des travaux préparatoires des projets de Constitution des IVe et Ve républiques « qu'en proclamant que la France est une République laïque, la Constitution n'a pas pour autant entendu remettre en cause les dispositions particulières applicables dans plusieurs parties du territoire de la République lors de l'entrée en vigueur de la Constitution et relatives à l'organisation de certains cultes et, notamment, à la rémunération de ministres du culte ». Il estime, en outre, que « compte tenu de la faible importance des dépenses mises à la charge de la collectivité territoriale de la Guyane sur le fondement des dispositions contestées, ces dernières ne restreignent pas la libre administration de cette collectivité ».
Les ministres du culte catholique - et eux seuls - sont donc des agents permanents salariés du Conseil général de Guyane, mais ils ne disposent pas pour autant du statut de fonctionnaire. L'évêque dispose d'un statut équivalent à un agent de catégorie A, et les 29 prêtres présents sur le territoire à des agents de catégorie B. La charge salariale de ce clergé représenterait d'après RFI une somme de 800 000 € par an.
Une autre disposition de l'ordonnance de Charles X, qui n'a pas non plus été abrogée par la départementalisation de la Guyane, énonce que l'État entretient les lieux du culte catholique.
Les autres cultes qui y sont présents (ainsi que tous ceux présents dans les autres territoires d'Outre-Mer) sont régis par des décrets-lois datant de 1939 (dits décrets Mandel), qui permettent à toutes les sensibilités religieuses de bénéficier d'une aide publique. En effet, en raison de la non-application de la loi de 1905, le régime cultuel des décrets Mandel autorise un financement public du culte. Un conseil d'administration des missions religieuses administre les biens de ces missions. Placés sous une étroite tutelle de l'État, les conseils d'administration bénéficient d'avantages fiscaux.
La question de la rémunération des clercs des autres cultes en Guyane a été évoquée plusieurs fois, en particulier, en 1970, lors de la création d'un poste de pasteur protestant à Kourou, et lors de la désignation d'un imam musulman en Guyane. Pour l'heure, aucune décision politique n'a remis en cause ce statut, ni ne l'a étendu à d'autres cultes[réf. nécessaire]. Une spécificité nullement remise en cause par les décrets Mandel de 1939. Mais l'administration, arguant du fait que ces cultes n'ont jamais été reconnus par la loi en Guyane, a répondu négativement à la demande de rémunération.
Cette mesure de financement exclusif du culte catholique est l'objet de critiques récurrentes de la part de l'opinion guyanaise. Fin 2011, le Conseil général adopte deux délibérations de principe remettant en cause ce régime dérogatoire. Le 30 avril 2014, le président du Conseil général de Guyane signe les arrêtés mettant un terme à la rémunération mensuelle des prêtres catholiques : seul l'évêque n'est pas visé par la mesure. Saisi d'une requête en référé suspension, le tribunal administratif de Cayenne se prononce le 16 juin 2014 en suspendant les arrêtés du Président du Conseil et en lui ordonnant de rétablir sans délai la rétribution des prêtres. Le Conseil général se pourvoit aussitôt en Cassation qui est rejetée par le Conseil d'État le 28 novembre 2014. Le préfet mandate alors d'office la dépense sur le budget du département. Cette procédure n'est toutefois plus mise en œuvre, depuis 2014, s'agissant des membres du clergé ayant dépassé 65 ans. Le Tribunal administratif statue sur le fonds le 29 décembre 2014, et confirme l'obligation de la dépense pour le conseil général. Le Président du Conseil général annonce cependant publiquement qu'il ne reprendrait pas le versement du salaire des prêtres qu'il considère comme "une anomalie de l'Histoire". Il écrit au Premier Ministre le 22 novembre 2014 pour lui demander d'abroger les dispositions à l'égard de la rémunération des prêtres par le Département, et demande une indemnisation au préfet, qui lui est refusée.
Quant à la religion, les Guyanais se rapprochent des peuples d'Amérique latine. Chez les Créoles de Guyane, la pratique de la religion catholique est de longue date habitée de croyances populaires qui admettent un catholicisme purement latino-américain. Au cours de l'histoire coloniale, la religiosité des Créoles a puisé nombre de ses traits dans les personnalités catholiques ayant aidé dans la fondation de la colonie telle sœur Anne-Marie Javouhey. La réception des sacrements, la pratique de la prière, la dévotion à certains saints, les rites funéraires, la fête du Saint-Esprit sur l'Approuague sont colorés de croyances enregistrées au fil des siècles.
Si la communauté protestante est bien installée, c'est toutefois le catholicisme qui demeure la première religion pratiquée en Guyane. Cela peut se justifier par la succession de colonisations connues par ce territoire et par sa proximité avec les pays latins d'Amérique du Sud. Les musulmans, hindouistes et juifs y restent très minoritaires.

### Éducation
Les politiques linguistiques de la scolarisation en Guyane essaient de prendre en compte les langues marronnes et autochtones.
- Académie des Antilles et de la Guyane (1973-1997), Académie de la Guyane[84](1997-)
- Université des Antilles et de la Guyane (1982-2014), Université de Guyane depuis 2014

### Santé

#### Centres hospitaliers
- Centre hospitalier Andrée-Rosemon à Cayenne
- Centre hospitalier de Kourou à Kourou
- Centre hospitalier de l'Ouest Guyanais à Saint-Laurent-du-Maroni

La Guyane compte deux fois moins de médecins généralistes et trois fois moins de spécialistes que la France métropolitaine. Elle ne possède que 37 lits de réanimation pour 283 000 habitants.

#### Maladies infectieuses
Le paludisme et la dengue (avec des formes hémorragiques depuis le début des années quatre-vingt-dix, parfois mortelle) ont une incidence élevée en Guyane. La fièvre jaune y présente aussi un risque significatif, ainsi que la tuberculose.
Des difficultés d'accès à l'eau potable sont rencontrées dans de nombreuses communautés et quelques prises d'eau en rivière destinées à alimenter le réseau d'eau potable peuvent être certaines années non-opérationnelles en raison d'intrusions salines venues de l'océan atlantique (le « front salé » et son évolution saisonnière ont été observés par le BRGM à Mana et sur le Maroni pour les modéliser et mieux anticiper ce phénomène). Un manque d'accès au réseau d'eau potable augmente le risque de maladies infectieuses entériques. La Guyane est aussi le département où la prévalence du sida/VIH est la plus élevée. Selon l'ARS en 2012, « Les Caraïbes sont la deuxième région la plus touchée au monde par le VIH/SIDA après l’Afrique ».
En 2012, la mortalité infantile par maladies infectieuses et parasitaires (même hors-sida) y est la plus élevée de France, bien plus que dans la métropole française (elle est de 551 pour 100 000 en Guyane, pour un taux métropolitain de 182 selon une étude de la Drees et de l'Inserm. La mortalité périnatale et la mortalité maternelle y dépassaient celles des autres DOM.
Pour les visiteurs, la vaccination contre la fièvre jaune est obligatoire quelle que soit la durée du séjour.

#### Parasitologie
Comme dans toutes les zones tropicales, les parasites sont nombreux. Parmi d'autres on peut citer le pou d'agouti.

#### Intoxications d'origines industrielles
Les sols pauvres et acides favorisent la biodisponibilité et la circulation des métaux lourds et en particulier du mercure depuis des décennies utilisé par l'orpaillage, et du plomb (source de saturnisme).
Les enquêtes faites par la CIRE et l'ARS dans l'Ouest de la Guyane (entre Saint-Laurent-du-Maroni et Mana) ont mis en évidence de « fortes imprégnations au plomb chez certains habitants (dans un village 48 % de l’ensemble des habitants (21/44) et 93 % des enfants de moins de 7 ans (13/14) avaient une plombémie dépassant à 100 μg/L (seuil de définition du saturnisme en France) et d'autres analyses » et études ont confirmé un problème pouvant « concerner l’ensemble de la Guyane et les pays limitrophes (Surinam, Brésil) ». En 2015, les éléments disponibles font évoquer une source alimentaire à ce plomb. Et il a été noté que chez les femmes enceintes, « la plombémie et la proportion de participantes ayant une plombémie élevée augmente en fonction de l’âge. Ainsi, elles sont 21,6 % de moins de 18 ans contre 32,5 % chez les femmes de 35 ans et plus à avoir une plombémie ≥ 50 μg/L (p=0,29) et respectivement 2,7 % contre 10,4 % à avoir une plombémie ≥ 100 μg/L (p=0,023) ». La pauvreté, un faible niveau de scolarisation, le fait d'avoir préparé du couac durant la grossesse ou d'avoir mangé du gibier ou bu de l'eau de pluie (plutôt que du robinet ou en bouteille) et le fait de parler le nenge tongo sont associés à une plombémie plus élevée (ce qui a fait évoquer le rôle possible d'une tradition de géophagie, mais un lien de causalité n'a pas pu être clairement mis en évidence). En outre, les femmes vivant en amont du fleuve Maroni sont plus touchées qu'à l'aval. À Saint-Laurent-du-Maroni la plombémie maximale est de 25,8 μg/L dans le centre-ville à 42 μg/L sur l'île Bastien et Portal.
Cette situation, ainsi que l'inaction des pouvoirs publics, est dénoncée dans Nager avec les piranhas (2017) de Michel Onfray.

#### Prise en charge psychiatrique
En 2015 un rapport parlementaire préconise des recommandations pour lutter contre les "Suicides des jeunes Amérindiens en Guyane française".

#### Pandémie de Covid-19
La pandémie de Covid-19 a atteint, en avril 2020, le département français d'outre-mer et la région de la Guyane qui est frontalière du Brésil (où l'épidémie a début mai pris des proportions importantes). Les mesures barrières promues par la France et l'Organisation mondiale de la santé (OMS) sont déployées en Guyane, avec un contact-tracing de tous les cas confirmés, et rappel des contacts pour dépister les personnes malades, la mise en « quatorzaine » des cas confirmés et de leurs contacts (avec accueil en hôtel si le patient n'a pas les conditions de s'isoler). Un dépistage massif a été lancé pour certains clusters. Le déconfinement y a débuté le 11 mai 2020.
Au 20 mai 2020, la circulation du SARS-CoV-2 semblait en Guyane limitée, hormis à Saint-Georges où la situation est suivie par l'ARS avec les centre hospitalier Andrée-Rosemon (CHAR), centre délocalisé de prévention et de soins du CHAR (CDPS) et Développement, accompagnement, animation coopération (DAAC).
Les samedi 23 et dimanche 24 mai 2020, 67 nouveaux cas ont été détectés, portant le total du département à 328 pour 300 000 habitants; la proximité du Brésil est perçue comme un risque d'introduction de l'épidémie par la frontière fluviale avec le Brésil.
De risques particuliers se posent pour les populations isolées en forêt, pour les populations en situation illégale et pour les guyanais concernés par l'obésité (qui est un facteur de risques dans la Covid-19, avec + 50 % de nécessité de consultation, +35 % de risques d'hospitalisation en cas de Covid-19, et risque accru de mortalité), or près d'un Guyanais sur cinq est en surpoids, contre 15 % en moyenne en France, alertait l'ARS mi-mai mai 2019.
Mais dans l'ensemble la Guyane est peu touchée par la pandémie.

### Médias
- Liste des médias de Guyane[97]
- Liste des radios en Guyane

#### Presse écrite
- France-Guyane, quotidien.

#### Radios
- Guyane La Première : radio généraliste publique de proximité
- Nostalgie : radio privée
- NRJ Guyane : radio privée musicale de proximité
- Trace FM : radio privée musicale de proximité
- France Inter : radio généraliste nationale publique française
- Ouest FM
- Fun Radio : radio privée française
- Chérie : radio musicale privée
- radio Peyi : radio privé Guyanaise

#### Télévisions
- Guyane La Première : chaîne de télévision généraliste publique de proximité
- ViàGuyane : chaîne de télévision généraliste mixte de proximité
- France 2 : chaîne de télévision généraliste publique nationale
- France 3 : chaîne de télévision généraliste publique nationale
- France 4 : chaîne de télévision publique nationale consacrée au divertissement et au sport
- France 5 : chaîne de télévision publique nationale consacrée au savoir et à la découverte
- France 24 : chaîne de télévision publique d'information
- Arte : chaîne de télévision publique généraliste et culturelle franco-allemande

## Sports

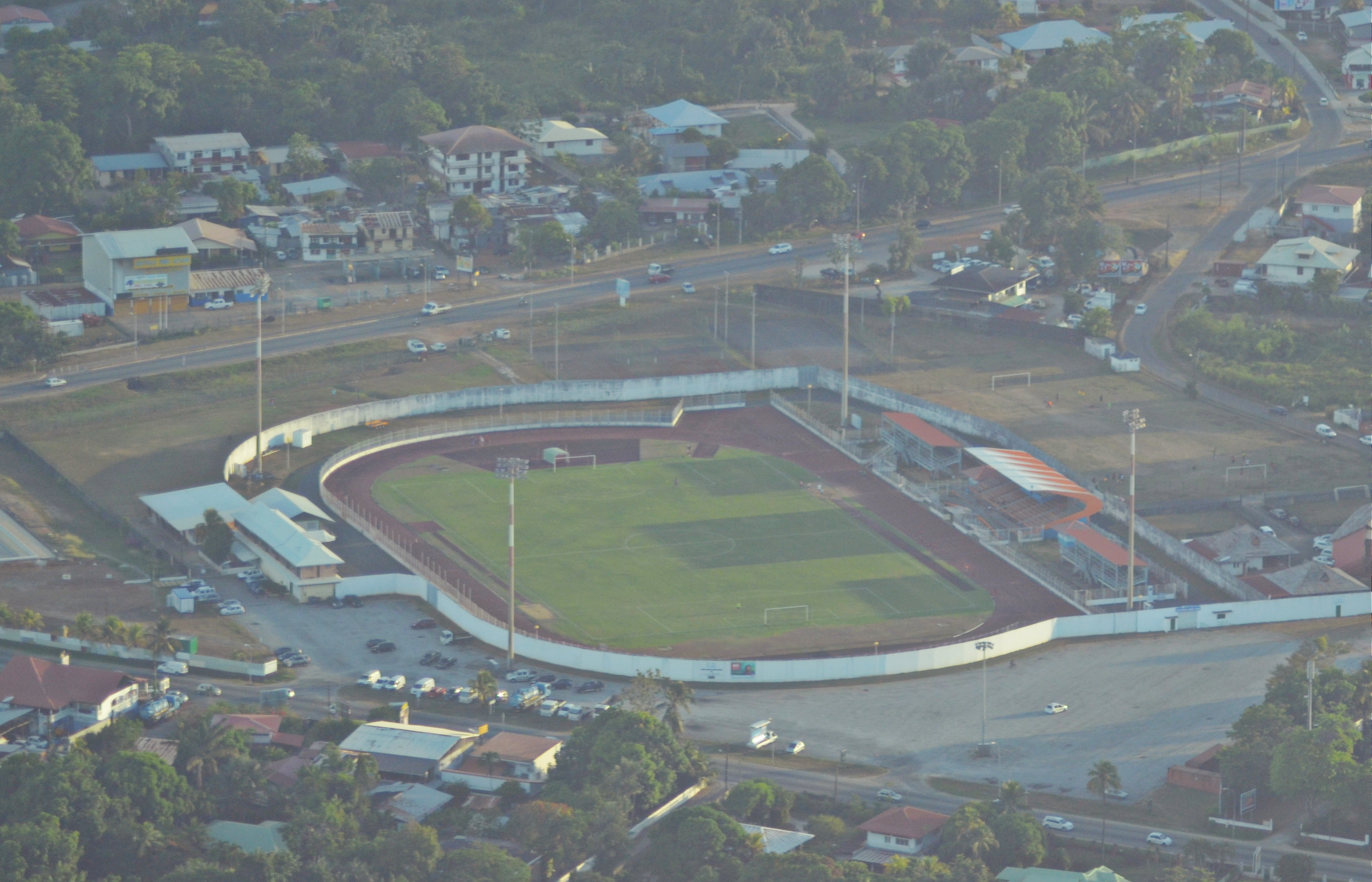
Stade Georges-Chaumet à Cayenne.

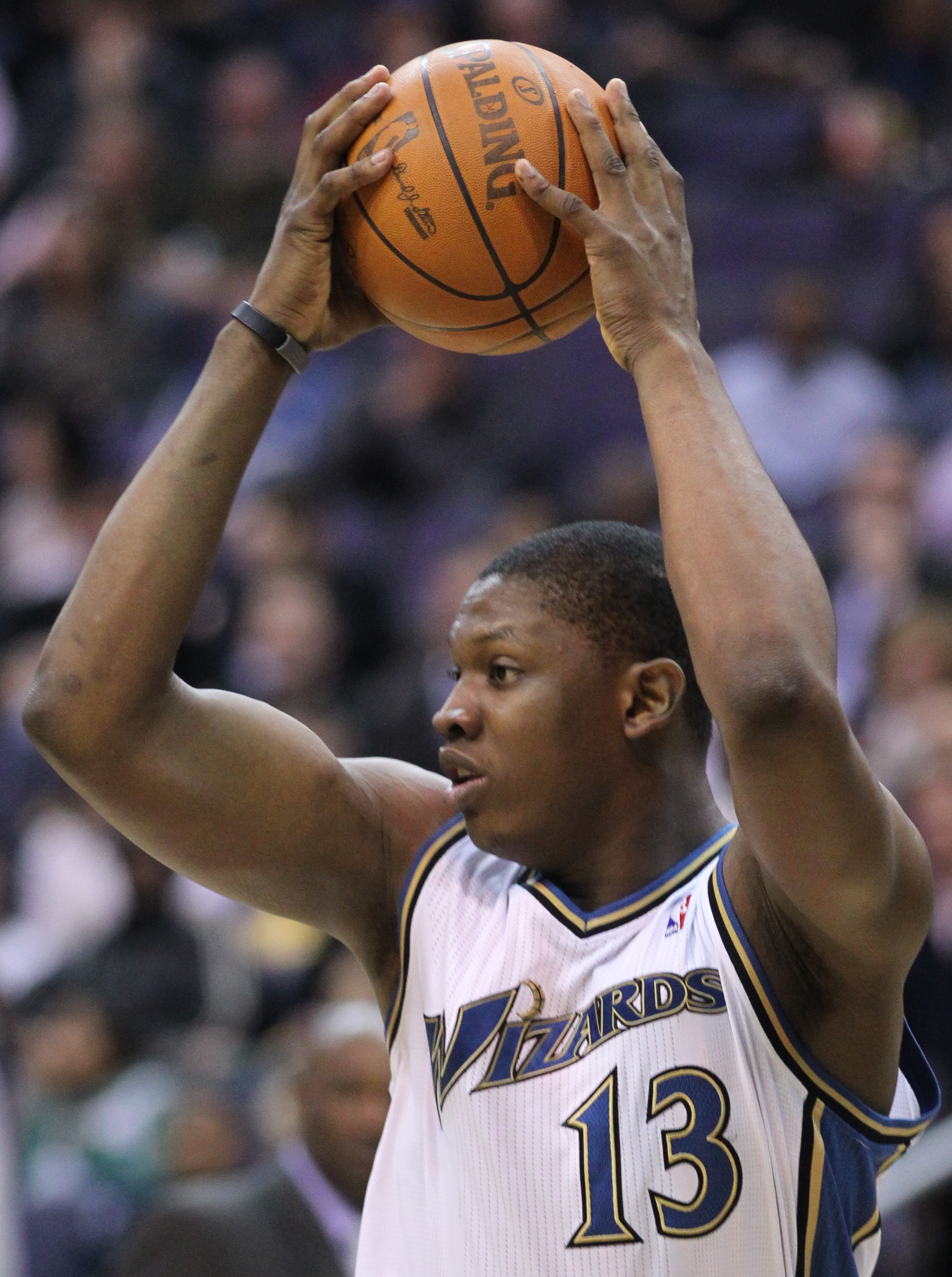
Kevin Séraphin, ex joueur de la NBA.

Le sport le plus populaire en Guyane est le football, ensuite vient le basket-ball, le cyclisme, la natation ou encore le handball, néanmoins il existe dans le département quelques clubs de canoë, de judo,de jiu-jitsu brésilien, d'aïkido, de karaté, d'escrime, d'équitation, de rames et de volley-ball.

### Natation
La natation guyanaise, bien que moins médiatisée que dans d'autres départements français, connaît un développement croissant. Les nageurs de la région participent à des compétitions locales, régionales et nationales, souvent dans le cadre de clubs comme le Cercle des Nageurs de Guyane ou le Megaquarius Club.
En raison des contraintes géographiques, notamment l'éloignement des grandes infrastructures et l'humidité élevée, la pratique de la natation se concentre principalement dans les zones urbaines comme Cayenne. Cependant, la Guyane dispose d'une piscine olympique à Cayenne (CENTRE AQUATIQUE DE CAYENNE) et d'autres installations, favorisant la formation des jeunes nageurs. La région a produit des athlètes prometteurs qui participent aux compétitions de la Fédération Française de Natation et aux championnats de la zone Caraïbe, tout en visant une meilleure représentation sur la scène nationale.
- Compétitions locales et départementales : Les nageurs de Guyane s'affrontent régulièrement lors de compétitions locales organisées par les clubs de natation, tels que le Cercle des Nageurs de Guyane ou le Megaquarius Club. Ces événements servent de tremplin pour repérer les talents locaux et de préparation pour des compétitions de plus grande envergure.
- Championnats de la zone Caraïbe : La Guyane participe activement aux compétitions régionales comme les Cariftas games. Ces événements regroupent les pays et territoires voisins, tels que la Guadeloupe, la Martinique, la Barbade, et d'autres pays de la Caraïbe.
- Championnats de France : Les nageurs de Guyane participent également aux Championnats de France (notamment dans les catégories jeunes et seniors), bien que les déplacements pour ces compétitions soient souvent complexes en raison de la distance. Les meilleurs nageurs de la région se qualifient souvent lors des compétitions régionales organisées en Guadeloupe, en Guyane ou en Martinique.
- Compétitions internationales : Les nageurs guyanais participent à des compétitions internationales comme les Championnats d'Amazonie ou les Championnats de Guyane.

La Guyane a formé de grand nageur comme Mehdy Metella ou Malia Metella

#### Le Centre Aquatique de Cayenne
Inauguré en 1983, le stade nautique de la Ville de Cayenne est l'un des principaux équipements sportifs de la région. Il sert principalement de lieu d'apprentissage et d'entraînement pour les établissements scolaires (écoles, collèges, lycées) ainsi que pour les associations et club de natation, proposant des activités liées à la natation et aux sports aquatiques. Ce site accueille également de nombreuses manifestations et compétitions sportives tout au long de l'année.
Unique piscine de 50 mètres en Guyane, il représente un lieu de rencontre privilégié pour les passionnés de natation, avec des horaires largement ouverts au public, notamment pendant les périodes de vacances scolaires. L'ancien équipement comprenait un bassin de 50 mètres à 6 couloirs, une tribune de 150 places, un sauna, un éclairage nocturne et un parking.
Dans le cadre du projet "Guyane, Base avancée 2014-2016", le stade nautique a été entièrement reconstruit. Depuis la fin de l'année 2015, cette nouvelle infrastructure accueille un bassin olympique de 50 mètres à 10 couloirs, un bassin d’apprentissage et d'échauffement de 400 m², un sauna, une salle de musculation et une tribune de 500 places.

### Art martial
Le Djokan est une discipline née des pratiques guerrières amérindiennes, bushinengue et créoles guyanaises.

### Justice
Au fil de l'histoire du droit colonial en Guyane, la justice française n'a virtuellement pas pris en compte les normes et façons de faire des amérindiens et des marrons, et cela encore aujourd'hui malgré la persistance de leurs manières de vivre.
En Guyane, l'accès au droit est compromis. La chambre détachée du tribunal de grande instance de Cayenne a été créée par la garde des Sceaux Christiane Taubira pour tenter d'y remédier.
Depuis le 1er janvier 2012, La Guyane possède à nouveau sa propre cour d'appel, supprimée en 1947, avec son parquet général. De 1947 à 2012, les dossiers étaient traités par la cour d'appel de Fort-de-France, à plus de 2 000 km de Cayenne. Le premier président de cette nouvelle cour d'Appel prenant fonction au 1er janvier 2012 est Pierre Gouzenne, précédemment président du tribunal de grande instance d'Avignon. Le procureur général prenant fonction de ce nouveau parquet général au 1er janvier 2012 est Raymond Morey, précédemment procureur de la République de Nancy.
De même, il existe un tribunal administratif complètement autonome depuis 2011. Effectivement, s'il existait déjà un tribunal administratif spécifique, celui-ci était composé à l'origine avec des magistrats venant de Fort-de-France (comme actuellement à Saint-Pierre et Miquelon). Mais, progressivement, le fonctionnement du tribunal s'est autonomisé avec l'affectation d'un, puis deux magistrats en résidence permanente. Il y a désormais quatre magistrats dont un président, de telle sorte que la juridiction est bien totalement autonome.
Un rapport sociologique de 2013 sur la délinquance en Guyane souligne que les violences physiques et la délinquance organisée seraient plus importantes en Guyane que partout ailleurs en France.
Pour ce qui concerne les homicides volontaires, la Guyane se situe en France en 2012 en tête des statistiques rapportées au nombre d'habitants avec 10,2 homicides pour 100 000 habitants.

## Économie
L'économie de la Guyane est fortement dépendante de l'Hexagone et de l'industrie spatiale (Centre spatial guyanais).
Il existe peu de lignes aériennes directes à destination des autres pays de l'Amérique du Sud, mis à part le Suriname et le Brésil. Toutefois, il est possible de se rendre dans le reste de l'Amérique en faisant escale à Pointe-à-Pitre-Pôle Caraïbes (Guadeloupe) ou à Fort-de-France-Aimé Césaire (Martinique).
Le taux de chômage officiel au deuxième semestre 2013 est de 21,3 % de la population active, soit l'un des plus élevés de France, contre 17,10 % en 2020 (ou 20 % au sens du Bureau international du travail) et de 17,70 % en 2022.

### Aménagement du territoire
Le 8 juillet 2016, après quatre ans de concertation paraît au Journal officiel le décret en Conseil d'État approuvant le schéma d'aménagement régional (SAR) de la Guyane ; c'est le nouveau cadre pour toutes les politiques publiques d'aménagement et de développement du territoire menées en Guyane jusqu'à l'horizon 2030. Il définit les zones d'implantation de l'agriculture, de l'urbanisation et des grands équipements et infrastructures, des activités industrielles, portuaires, artisanales, agricoles, forestières, touristiques et relatives aux énergies renouvelables ainsi que celles relatives aux nouvelles technologies de l'information et de la communication, tout en intégrant les enjeux de continuités écologiques dans un chapitre individualisé relatif à la Trame verte et bleue, dans le cadre de l'une des cinq priorités : « Préserver et valoriser l’environnement et la biodiversité remarquables du territoire ». Les communes disposent de trois ans pour rendre leurs documents d'urbanisme compatibles avec ce SAR.

### Logement
L'aménagement du territoire connaît un volet relatif au logement qui est un enjeu particulier en Guyane, très différent de celui de la France métropolitaine. La Guyane est marquée par un habitat individuel qui constitue 76 % des résidences principales en 2013, soit environ 19 % de plus qu'en métropole. Les logements possèdent une occupation plus importante que les autres DROM, avec une moyenne de 3,4 personnes en moyenne par ménage, alors la moyenne métropolitaine est plutôt autour de 2,3. La Guyane rencontre donc un problème important de mal-logement : le surpeuplement. Il touche 36,1 % des ménages en Guyane. Ce taux est plus du double de celui des autres DROM comme la Réunion qui possède 14,6 % de ménages touchés par la suroccupation. Le surpeuplement touche plus de 7 familles monoparentales sur 10.
De plus, à l'enjeu du surpeuplement s'ajoute la déficience du logement en lui-même : 47 % des résidences principales en 2013 connaissent un défaut grave de confort, le plus important étant les vis-à-vis, mais aussi des défauts plus importants tels que l'installation électrique ou encore l'absence d'équipements sanitaires. Il n'y a que 44 % des ménages qui sont dotés d'eau chaude.
Il est difficile d'accéder à la propriété en Guyane : seuls 9 % des foyers y ont accès contre 20 % en métropole. Cela est notamment lié à un problème de manque de bâti et des dépenses de logement plus élevées, le mètre carré était à 12,2 € en 2016, contre 10,6 € dans l'Hexagone. Enfin, la présence importante de l'insalubrité des logements ne pousse pas les ménages à acheter. Il y a un manque de construction de logements sociaux, à peine 1 000/an alors que la demande est bien plus élevée. Le taux des logements sociaux (HLM) comme part des résidences principales a été 15,1 % en 2016, et ce taux a atteint 17,3 % à Cayenne,.

## Culture et patrimoine

### Architecture

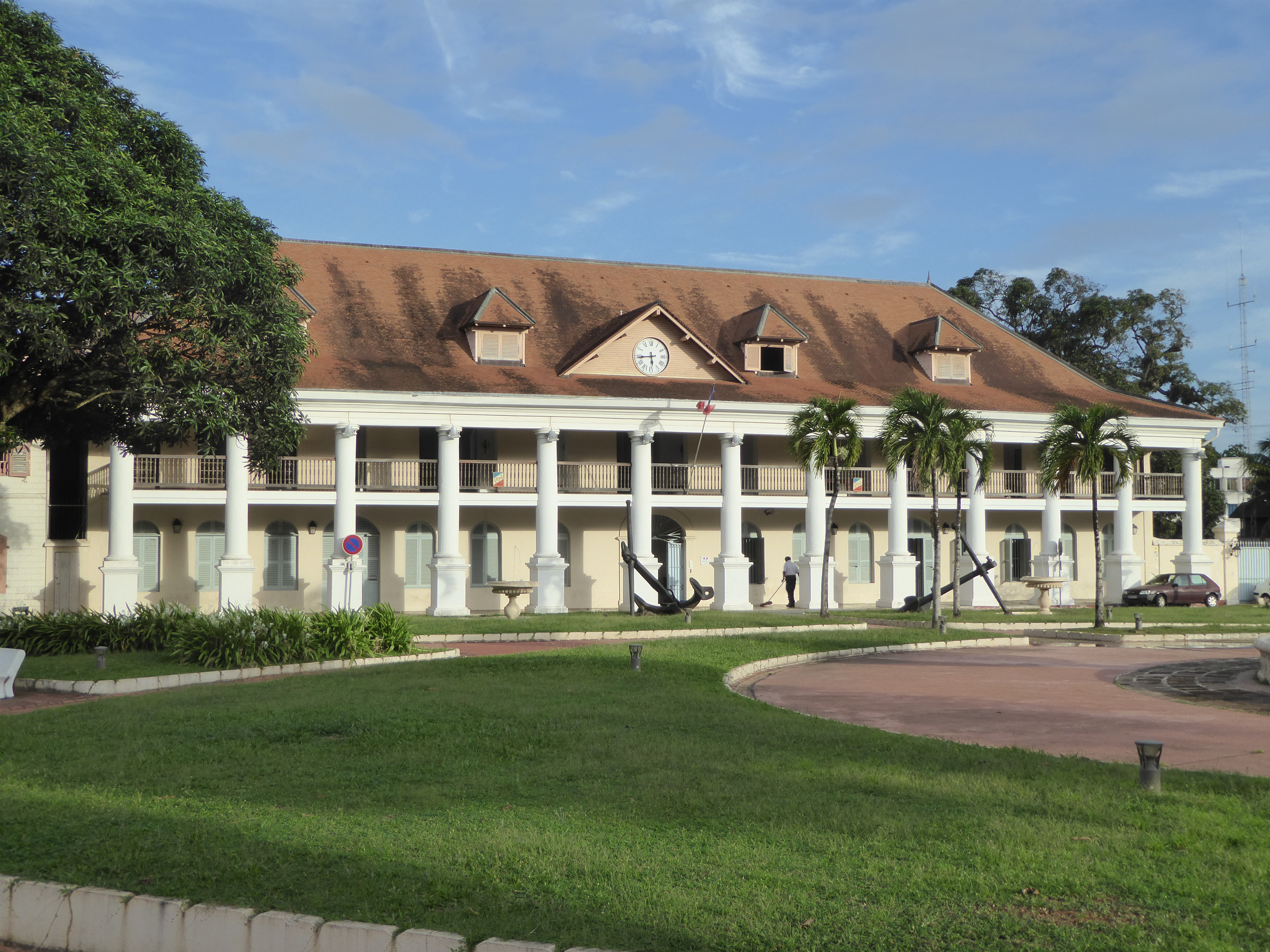
Hôtel de préfecture de la Guyane.

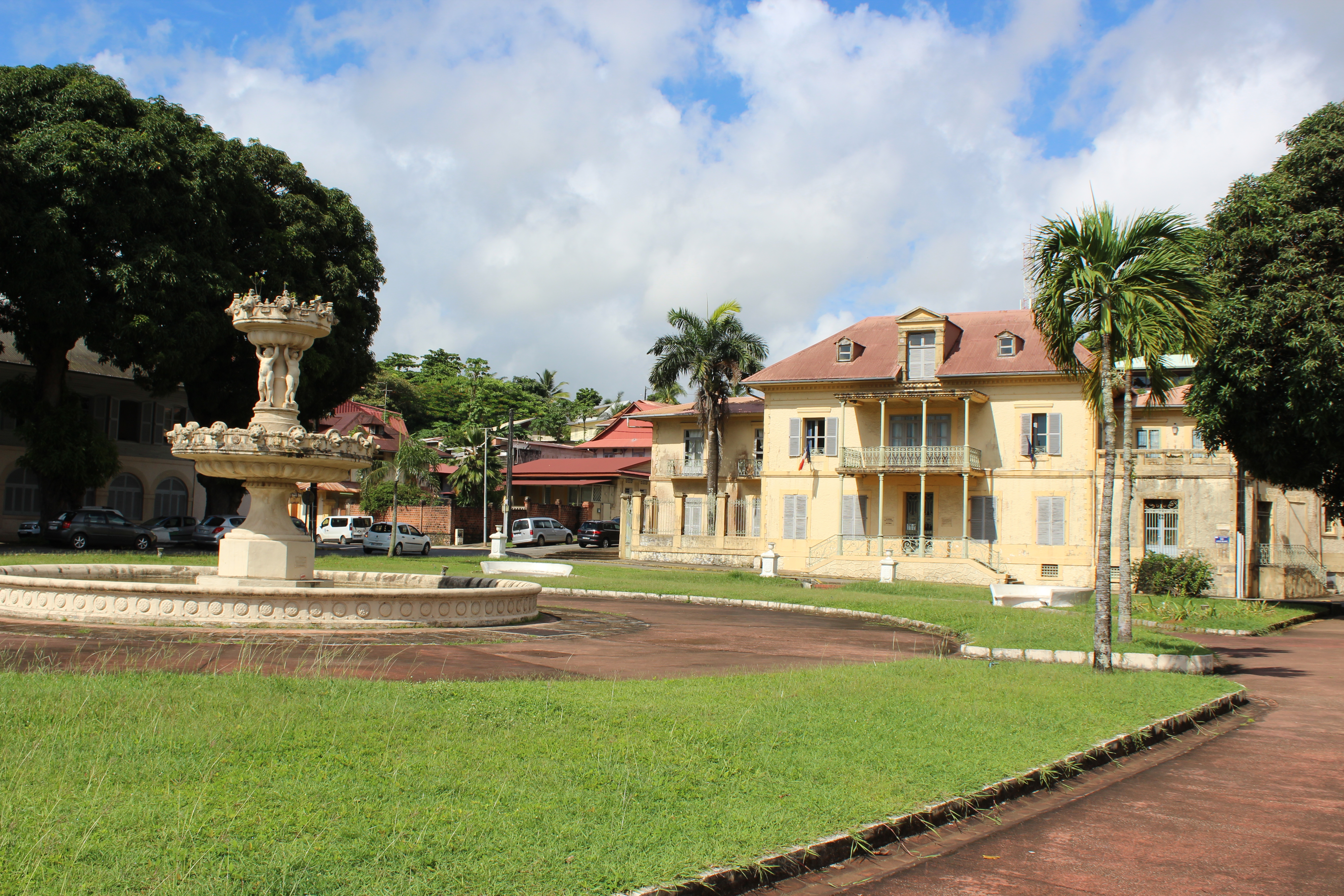
Vue sur la place Léopold-Héder, à Cayenne.

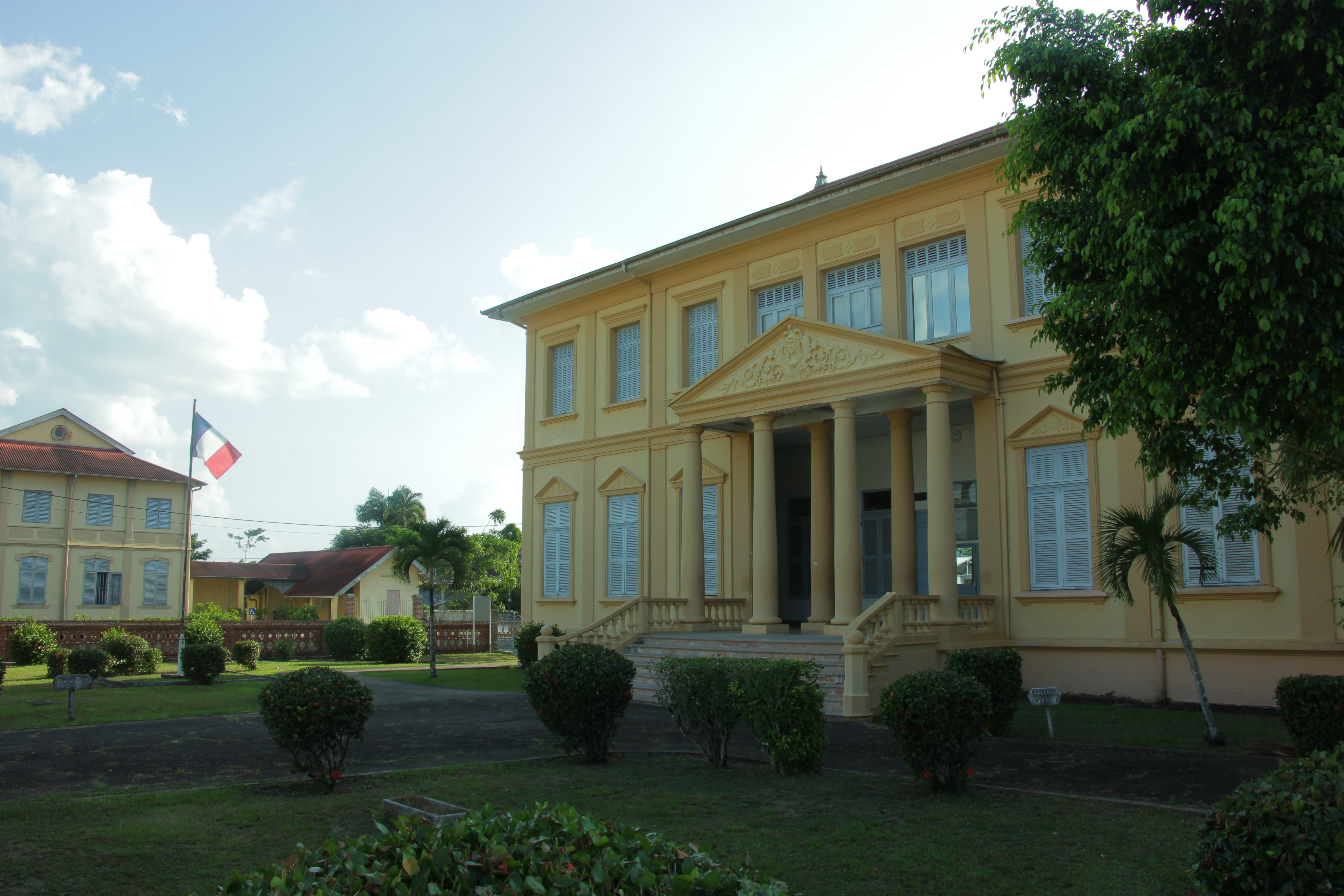
Hôtel de la Sous-préfecture, à Saint-Laurent-du-Maroni.

Maison Thémire, de style créole, devenu un Bar réputé de la Place des Palmistes.

L'architecture locale se caractérise par la richesse de ses influences créoles, amérindiennes et bushinenges. Les principales villes contiennent une architecture majoritairement de styles créoles, avec quelques bâtiments et forts de styles occidentaux. Dans les communes avec les populations noires marrons, on peut apercevoir des cases de styles bushinengué. Et les communes amérindiennes sont reconnus pour leurs carbets de types pré-coloniaux. La plupart de ces édifices ont été conçus avec des matériaux locaux, comme les bois de la forêt guyanaise et des briques faites sur place. Ces architectures locales se mélangent avec les immeubles de styles contemporains.

#### Musées et monuments historiques

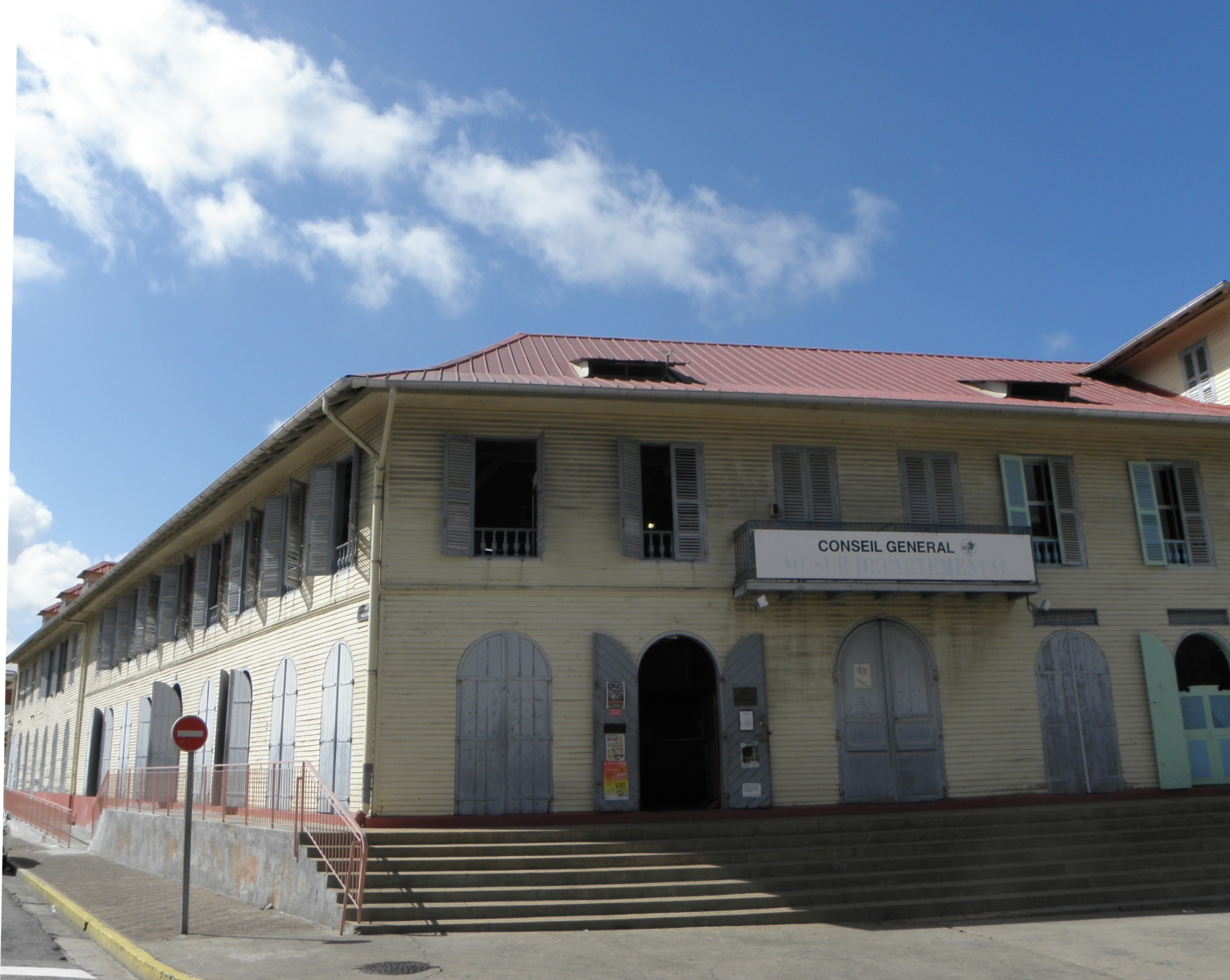
Musée départemental Alexandre-Franconie, Cayenne.

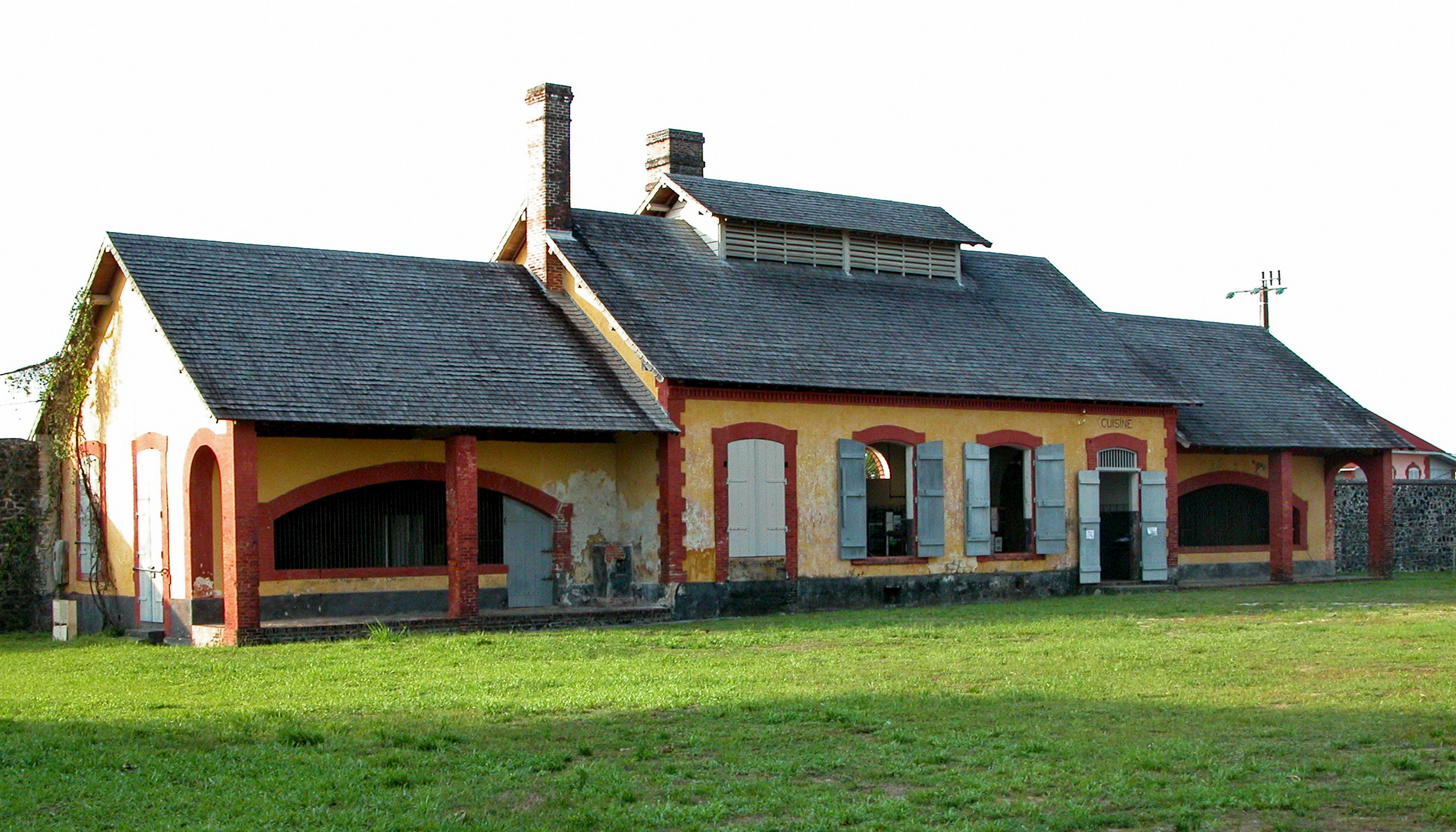
Musée du bagne au Camp de la Transportation, Saint-Laurent-du-Maroni.

On peut retrouver un grand nombre de musées sur le territoire guyanais :
- le Musée départemental Alexandre-Franconie, situé à Cayenne ;
- le Musée des Cultures Guyanaises, à Cayenne ;
- la Maison des Cultures & des Mémoires de la Guyane, composée de deux bâtiments. Un sur Cayenne, l'autre à Remire-Montjoly ;
- la Maison-Musée de Félix Éboué, à Cayenne ;
- le Musée de l'Espace, au Centre spatial guyanais, à Kourou ;
- le Musée des îles du Salut, aux Îles du Salut ;
- le Musée du bagne, au Camp de la Transportation, à Saint-Laurent-du-Maroni ;
- l'Écomusée de Montsinéry-Tonnegrande, à Montsinéry-Tonnegrande ;
- le Planeur bleu de Cacao, à Roura ;
- l'Écomusée d'Approuague-Kaw, à Régina.

### Arts visuels et plastiques, artisanat local

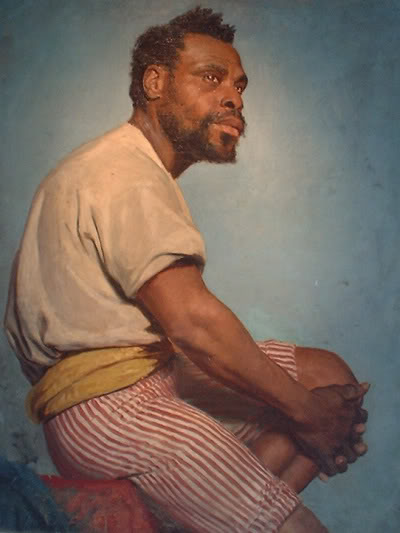
Negern Pettersson par Karin Bergöö, en 1879. Il est considéré comme le premier modèle guyanais.

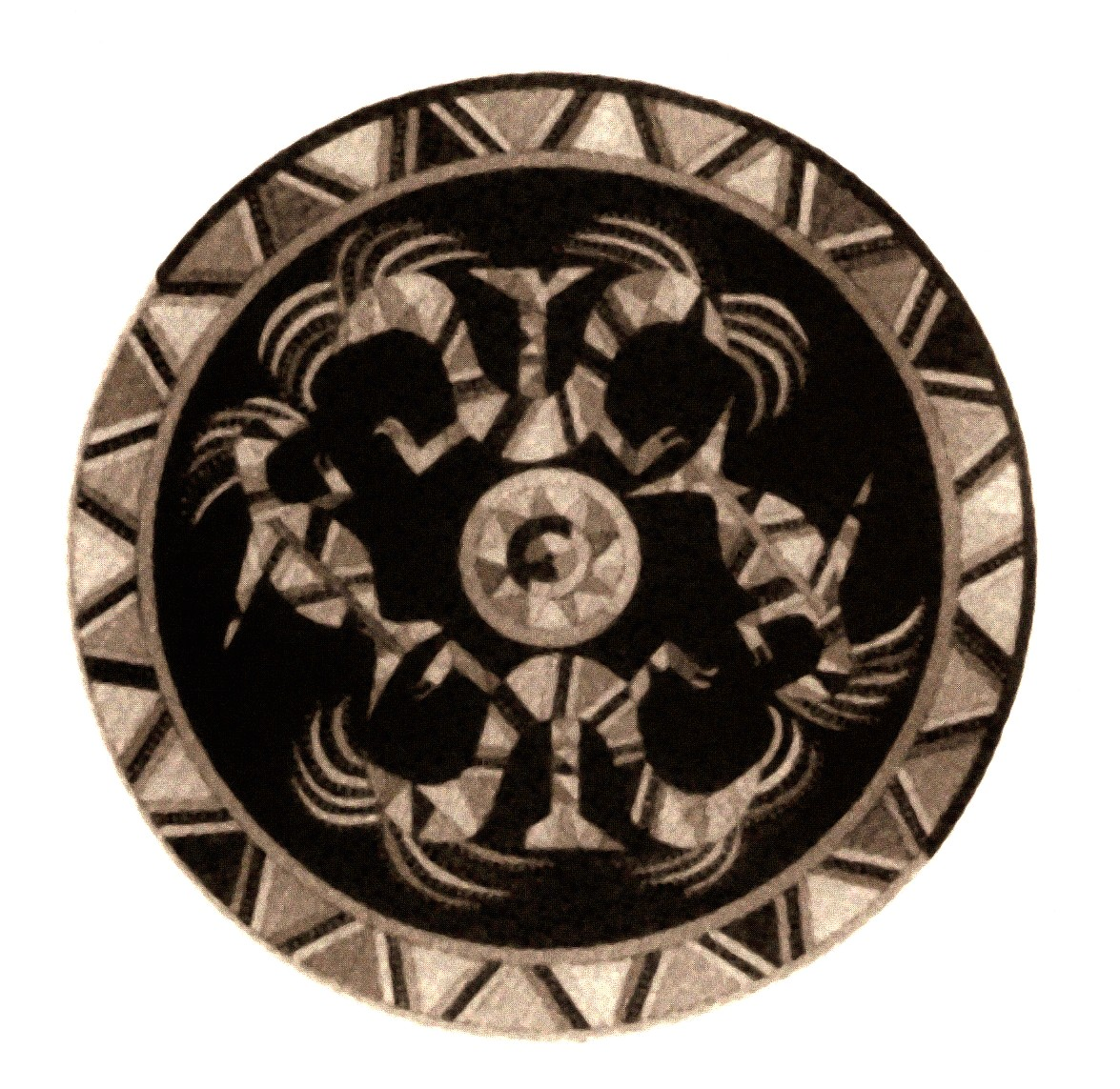
Maluwana, un ciel de case Wayana.

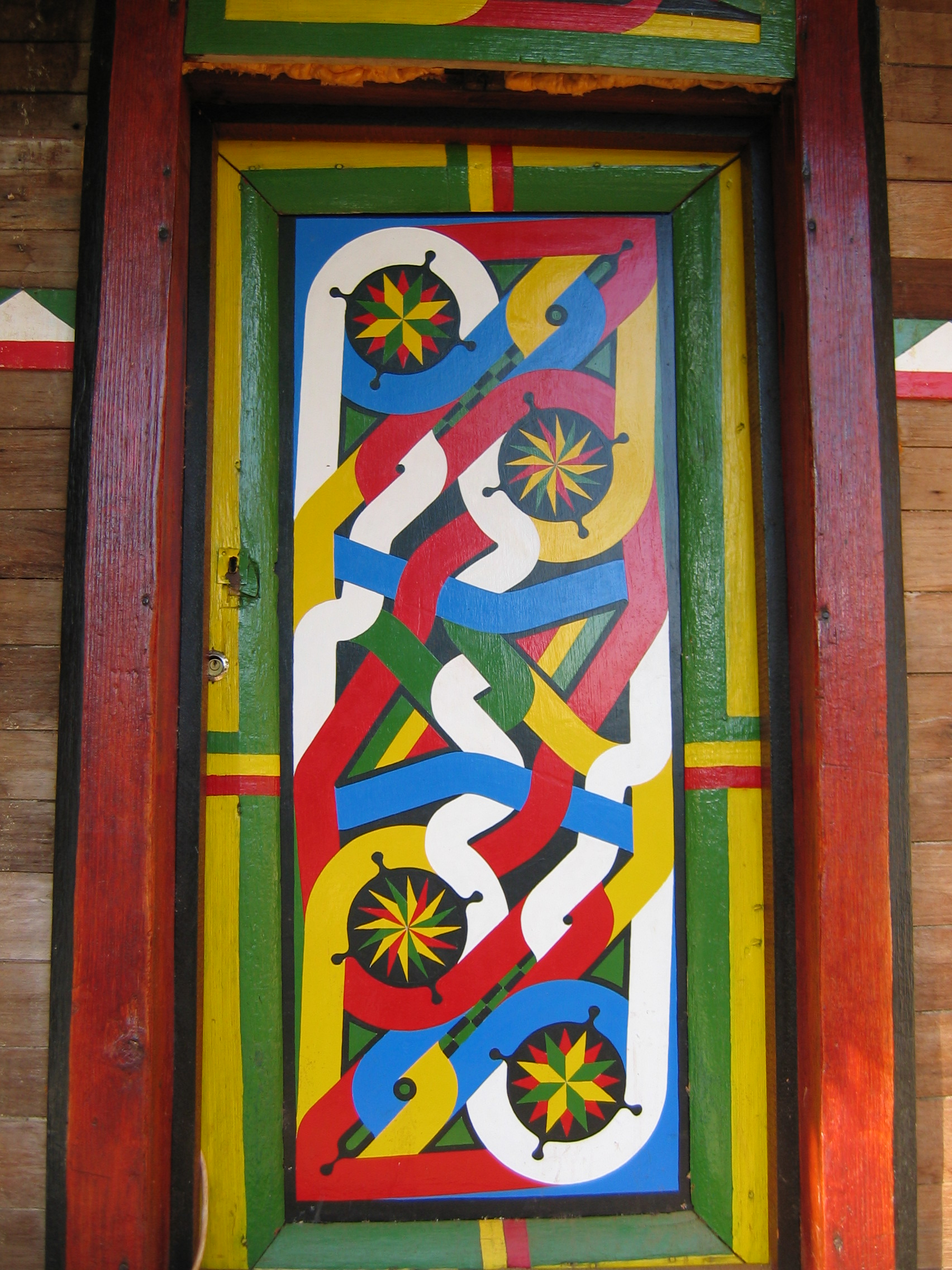
Porte peinte, style Tembé, à Apatou.

L'art et l'artisanat local sont très appréciés du grand public. Chaque communauté ethnique participe à leur essor. Les arts Tembés, art du peuple Bushinengue, font partie des arts les plus reconnus en Guyane. Le peuple Boni confectionne aussi des objets en bois locaux sculptés : comme des pirogues, des peignes, des bancs pliants, des tables, etc. Les Amérindiens sont connus pour leur fameux ciel de case, le Maluwana et avec les Créoles font des poteries, des ouvrages en perles ou en graines de la forêt (colliers) et de la vannerie : tamis, éventails, paniers. L'or, les graines et feuilles de palmiers amazoniens et autres choses spécifiques de ce territoire sont utilisés pour confectionner des bijoux et autres objets.

### Littérature

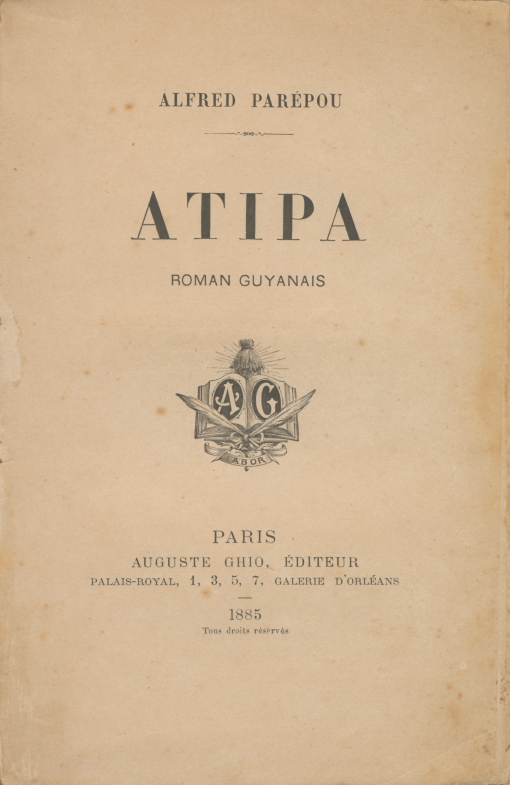
Atipa, roman guyanais d'Alfred Parépou (1885).

La littérature guyanaise qui s'exprime aussi bien en langue française qu'en créole guyanais, est reconnue au niveau international pour avoir fait émerger des talents comme Léon-Gontran Damas, figure importante du mouvement de la Négritude ou encore René Maran, qui a écrit le célèbre roman Batouala, qui en 1921, obtient le prix Goncourt et devient ainsi le premier noir à recevoir ce prix.
Mais aussi pour détenir le tout premier roman écrit dans une langue créole, Atipa.

#### Prix du livre d'histoire des Outre-mer
En 2020, le jury du prix du livre d'histoire des Outre-mer récompense l'ethnologue Michèle Baj Strobel pour Les Gens de l'Or, paru dans la collection Terre humaine aux éditions Plon,. L'auteur, ethnologue et enseignante en histoire des Arts a vécu plusieurs années à Maripasoula, commune située dans la partie nord de la Guyane. À travers l'objet de l'Or, dont le mythe est fondateur dans l'aire culturelle et géographique abordée, elle traite aussi de la question de la créolité en construisant ses propres archives par les entretiens réalisés.

### Musique et danse

#### Musiques traditionnelles
La Guyane ayant trois peuples piliers (les peuples premiers, les Créoles et les Bushinenges), qui sont les fondateurs des racines de la culture guyanaise, ont chacun leur propre styles de musiques, de danses et de rythmes, qui ensemble, forment les musiques et danses traditionnelles du territoire.
Chez les créoles on peut retrouver : le Kasékò, le rythme et la danse traditionnelle la plus réputée de Guyane. Les Bushinengés sont connus pour leur danse l'Awasa et les peuples natifs pour leur tambour, le Sanpula.

##### Autres rythmes et danses traditionnelles de Guyane
Peuples premiers :
- Kalawachi
- Malaka

Créoles :
- Béliya (danse et rythme)
  - Labasyou (danse)
  - Ladjanmbèl (danse)
- Grajé (danse et rythme)
- Grajévals (danse et rythme)
- Kanmougwé (danse et rythme)
- Léròl (danse et rythme)
  - Laboulanjèr (danse et rythme)
- Kaladja (danse et rythme)
- Djouba (danse et rythme)

Bushinengés :
- Songhé
- Aléké
- Kawina
- Sèkètie
- Susa

#### Musiques carnavalesques
Ici, sont recensés que les rythmes et danses du Bal paré-masqué. Certains viennent d'Europe, d'autres sont des adaptations locales et le reste vient des Caraïbes.
- Mazurka
  - Piké djouk
- Valse
  - Valse créole
- Polka
- Quadrille
  - Quadrille créole
- Biguine
- Merengue
- Boléro
- Calypso

#### Musiques populaires
Le Zouk, originaire des Antilles françaises et le Dancehall de la Jamaïque font partie des genres les plus populaires en Guyane. Ils ont permis à faire émerger des artistes locaux connus à l'international comme Warren et celle que l'on surnomme la "Reine du Zouk" Fanny J, sans oublier Jahyanaï King et Bamby.
D'autres genres musicaux venant de Caraïbes, de France, des États-Unis, du Brésil et d'ailleurs comme le Ragga, Reggae, Samba, Chanson française, Rap, Pop, Rnb etc, sont très appréciés par la population locale.

### Manifestations et festivités

#### Traditions carnavalesques et Galette créole

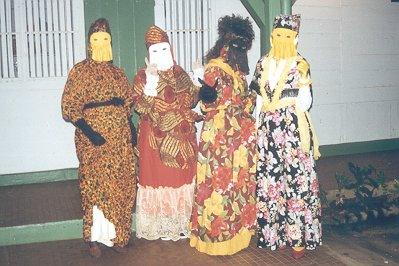
Touloulous traditionnelles.

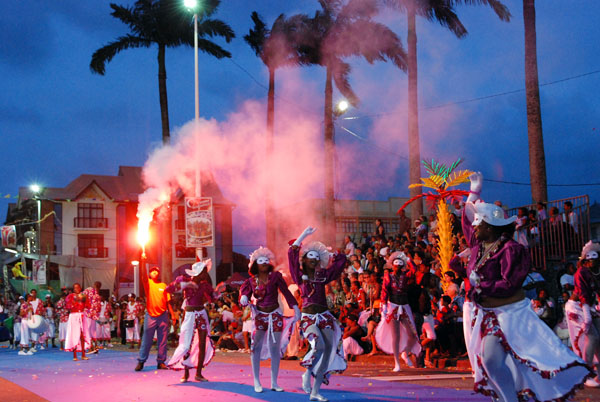
Groupe défilant pendant la Grande Parade nocturne de Cayenne.

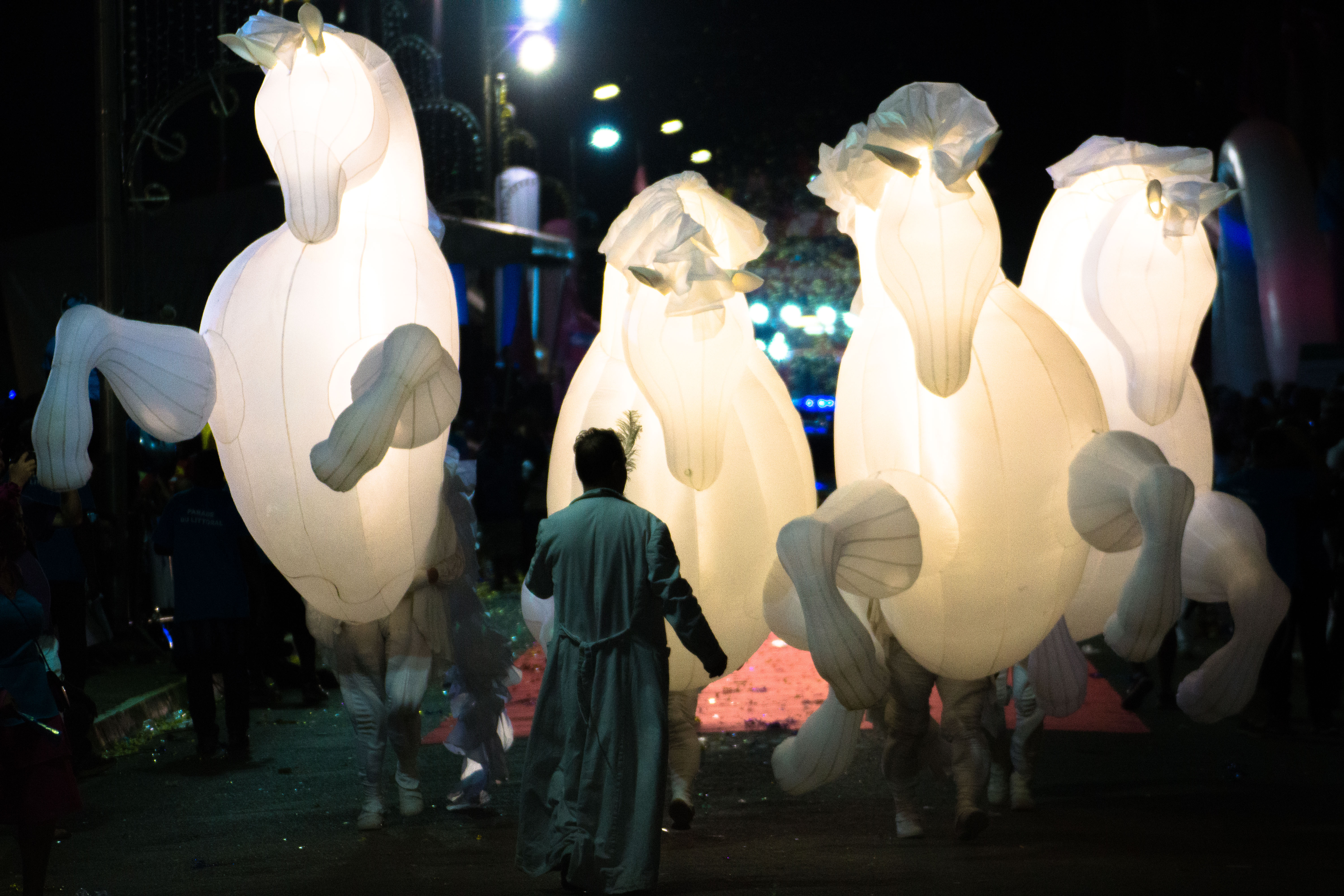
Chevaux d'air et de lumière à la Grande Parade du Littoral, à Kourou.

Le carnaval est l'un des événements majeurs de Guyane. Considéré comme le plus long du monde, il se déroule les après-midi de dimanche, entre l'Épiphanie au début de janvier, et le Mercredi des Cendres en février ou mars. Des groupes déguisés selon la thématique de l'année, y défilent autour de chars décorés, au rythme des percussions et des cuivres. La préparation des groupes dure des mois avant le carnaval. Les groupes défilent devant des milliers de spectateurs qui s'amassent sur les trottoirs et les gradins aménagés pour l'occasion.
Puis au début de soirée, Touloulous et Tololos, des personnages typiques du carnaval guyanais, se rendent dans les dancings pour participer aux fameux Bal paré-masqués.
Des groupes brésiliens identiques à ceux que l'on rencontre au carnaval de Rio, sont également appréciés pour leurs rythmes et leurs costumes affriolants. La communauté asiatique de Cayenne participe également aux défilés en apportant sa touche caractéristique, avec des dragons.
Survivance de la tradition du randé boutché, la Galette créole est consommée pendant toute la période carnavalesque.

#### Saison des Graines et Pâques

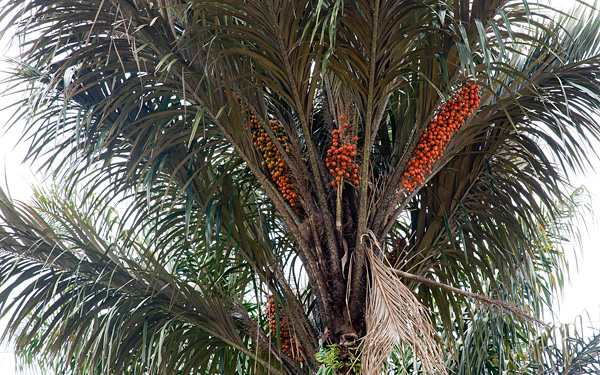
Palmier d'awara.

Après vient la saison des graines et Pâques, qui est l'une des célébrations les plus importantes pour les guyanais. Surtout pour la communauté créole qui à pour tradition de consommer le fameux Bouillon d'awara, le dimanche de Pâques. Pendant cette période pascale, toute la population consomme les fruits de palmiers comme l'awara, l'awara dende, le maripa, le comou, le wasaï, le parépou etc. Que ce soit en jus, sorbet, glace, milkshake, gâteau, en punch, en huile, en sauce avec du couac et poisson salé, au petit déjeuner, dîner, souper… Ces graines de palmiers endémiques des forêts amazoniennes peuvent être dégustées d'une multitude de façons.

#### Autres événements
La Guyane est aussi un haut lieux de pontes pour les tortues marines, primordiales mêmes, à l'échelle mondial, comme les tortues luths, les tortues olivâtres et les tortues vertes. Il n'est pas rare d'assister à des pontes sur les plages de Cayenne, Remire-Montjoly et Kourou, mais leur lieux de pontes favoris reste la plage des Hattes à Awala-Yalimapo. Un peu plus tard dans l'année, dans la même commune, on peut assister à la Nuit du Sanpula. Il s'agit d'une soirée qui préserve et met en valeur les danses et musiques traditionnelles des peuples natifs et parfois les peuples Bushinenges, comme les Konvwés tiennent le même rôle chez les Créoles. Puis le marché du village de Cacao et leur fête des ramboutans, situé à Roura est incontournable pour découvrir et célébrer la culture du peuple Hmong (minorité asiatique aujourd'hui devenu les principaux maraîchers dans la région). À l'instar des Victoires de la musique en Métropole, les artistes locaux sont récompensés annuellement lors de la cérémonie des Lindor de la musique guyanaise. Et à la fin de l'année, on retrouve les traditionnelles Chanté lannwèl.

### Gastronomie

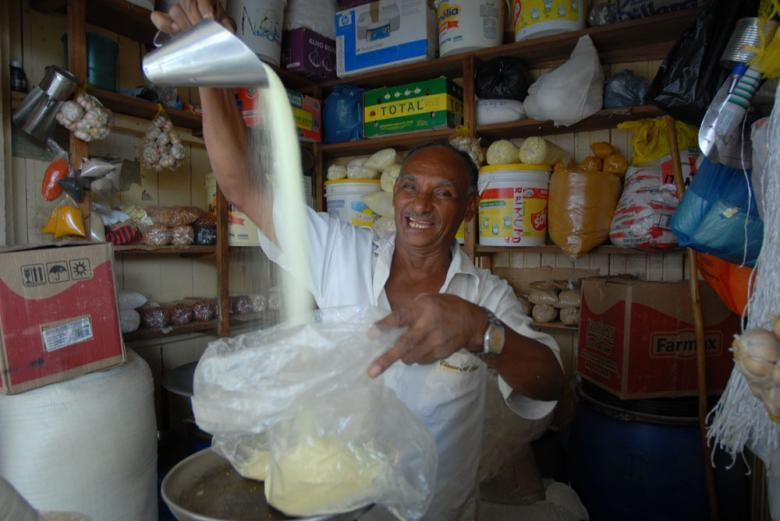
Vente de Couac.

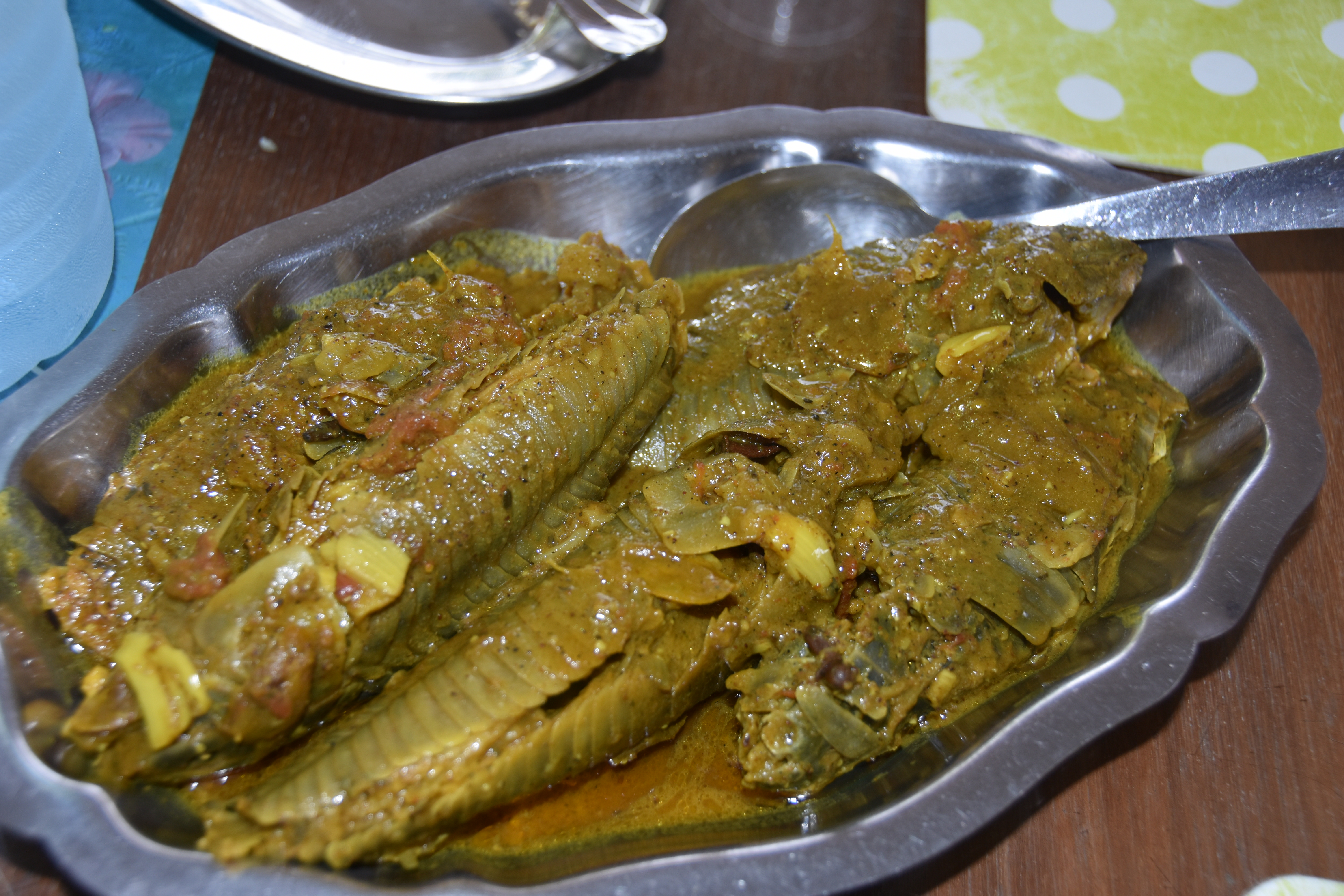
Atipas au lait de coco, plat typique de la cuisine guyanaise.

La gastronomie guyanaise est riche des différentes cultures qui se mélangent en Guyane, les restaurants créoles côtoient les restaurants chinois dans les grandes villes comme Cayenne, Kourou et Saint-Laurent-du-Maroni. L'art culinaire local rassemblait à l'origine les cuisines créole, bushinengue et amérindienne.
Toutes ces cuisines ont plusieurs ingrédients en commun :
- le manioc ;
- les viandes et le poisson boucanés ;
- les graines ou fruits de palmiers.

#### Plats traditionnels

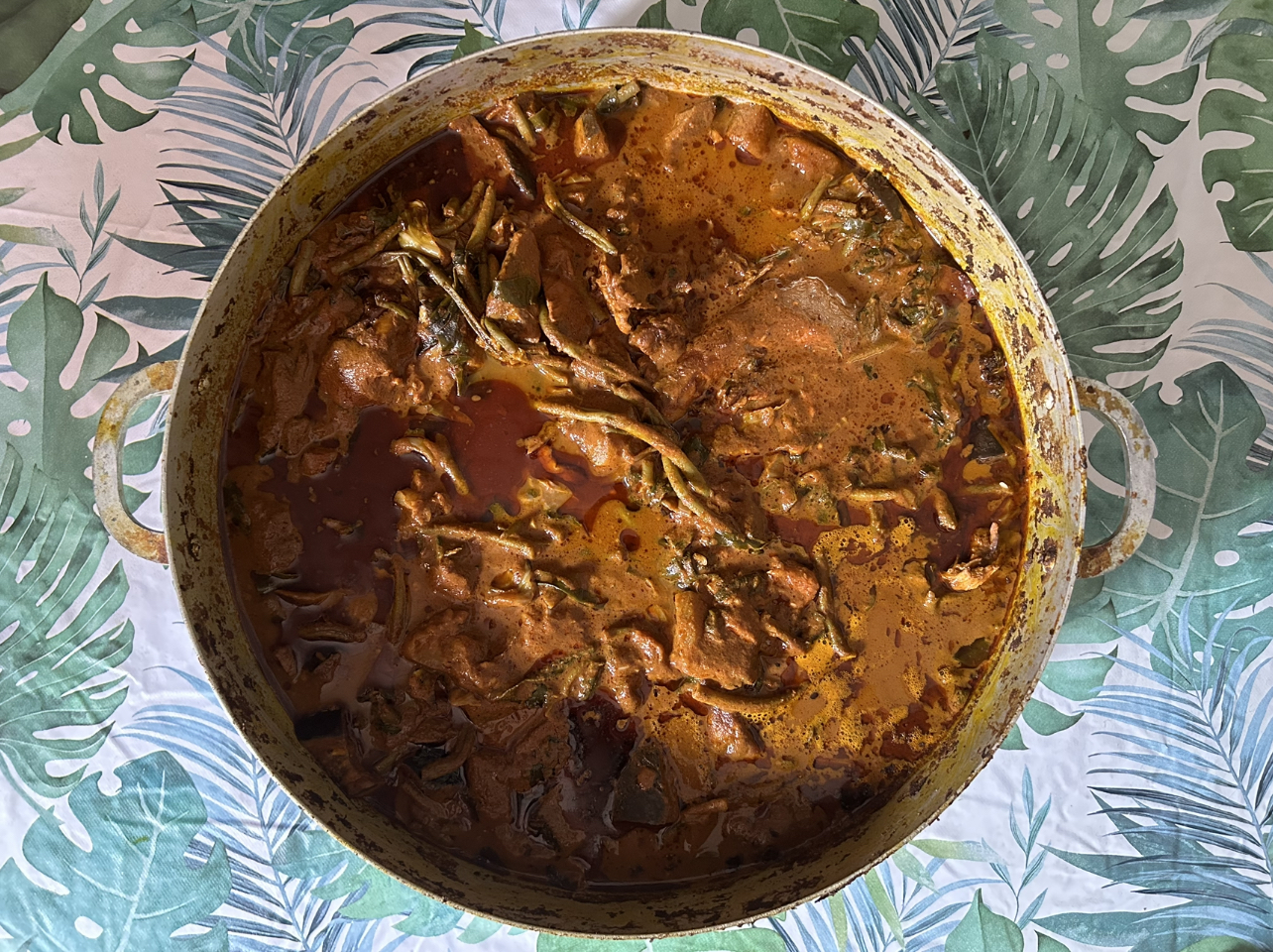
Une marmite de Bouillon d'awara.

À Pâques, les Guyanais mangent le bouillon d'awara, quand le repas de mariage traditionnel est le colombo.
On retrouve dans la cuisine guyanaise de nombreux mets traditionnels en commun avec certaines îles de la Caraïbe, tels que le colombo, le calou, les dongués, le boudin créole, le ti-punch, les dokonons, le crabe farci, etc.
Néanmoins, ce territoire d'Amérique du Sud possède de nombreux mets qui lui sont propres, tels que l'atipa au lait de coco, la galette créole, les dizé milé, les comtesses, le gâteau cramanioc, le kalawanng, le gratin de couac avec la salade de couac, le fricassée d'iguane et la pimentade.

#### Boissons

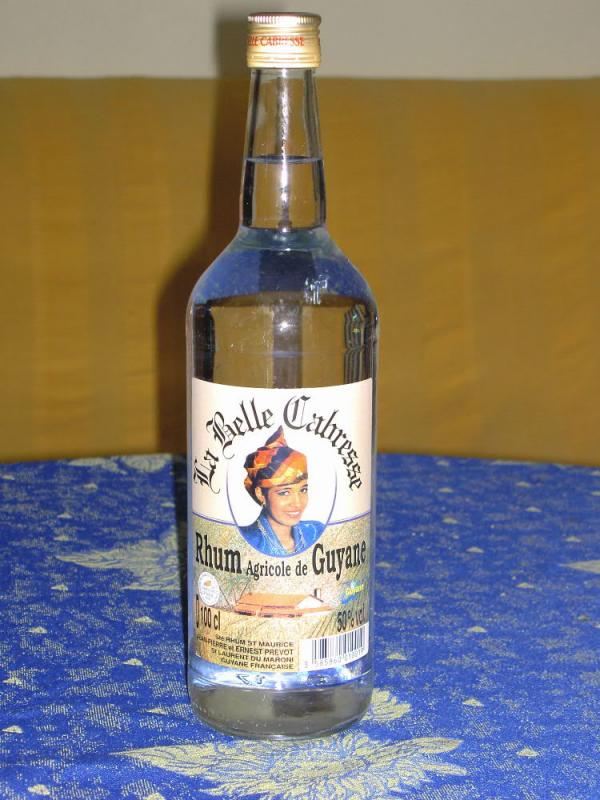
Bouteille de Belle Cabresse 50°.

Comme boissons traditionnelles, on peut trouver en Guyane, les rhums locaux, comme le rhum Saint-Maurice (la belle cabresse, féfé, la cayennaise, cœur de chauffe, or blanc, etc.), le cachiri (bière amérindienne), le bita ou amer (à base de plantes médicinales), le sirop d'oseille, chocolat créole (cacao, vanille, muscade, cannelle…), le planteur, les divers punch (punch coco, punch comou, punch chocolat, punch cacahuètes, punch wasaï, punch maracudja, punch matador…), le ti-punch et les jus de comou, jus de wasaï (tous deux faits à base de fruits de palmiers amazoniens).

#### Desserts, pâtisseries, confiseries

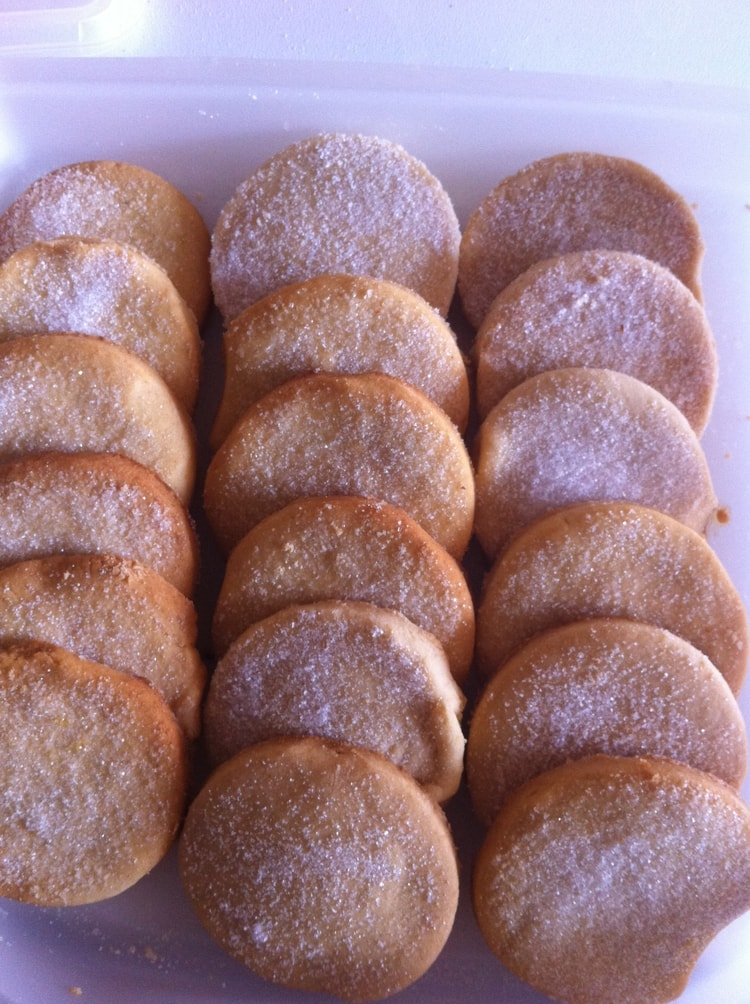
Des Kontès.

Comme dessert nous avons les crèmes créoles (appelées localement les angou ou matété), toutes sortes de confitures, les conserves (tablette coco), le couac coco (semoule fine sucrée), le crétique (coco confit au gingembre), la galette créole (aussi appelé galette guyanaise), de la gelée d'oseille, le lotcho (bonbon à la pulpe de noix de coco), les sorbets (coco, pistache, cacahuètes, comou), lafoufou bannann (salade de banane), les œufs au lait, lanmou chinwè, l'américain (gâteau local), le bendenngwèl, les kontès, dizé milé (beignet), dokonon (gâteau poché en papillote), le gâteau cramanioc (pudding au manioc), massepain, le mont-blanc, sispa (galette), etc.

### Cinéma

#### Films et séries télévisées
- 1938 : Chéri-Bibi de Léon Mathot
- 1945 : La Route du bagne de Léon Mathot
- 1962 : L'Île aux filles perdues (Le prigioniere dell'isola del diavolo) de Domenico Paolella
- 1973 : Papillon de Franklin Schaffner
- 1990 : Jean Galmot, aventurier - téléfilm réalisé par Alain Maline avec Christophe Malavoy sur Jean Galmot
- 2003 : La Loi de la jungle (documentaire) de Philippe Lafaix
- 2004 : Les Amants du bagne de Thierry Binisti
- 2007 : La Fièvre de l'or de Olivier Weber
- 2008 : Dirty Paradise de Daniel Schweizer
- 2009 : Orpailleur de Marc Barrat
- 2010 : 600 kilos d'or pur d'Éric Besnard
- 2014 : La Vie pure de Jeremy Banster
- 2015 : Une frontière dans la Jungle (documentaire), un film de Raphael Pellegrino et Frederic Christea
- 2016 : La Loi de la jungle, un film d'Antonin Peretjatko avec Vincent Macaigne, Vimala Pons, Pascal Légitimus
- 2016 : Guyane, série télévisée française créée par Fabien Nury
- 2018 : Maroni, les fantômes du fleuve, série télévisée française créée par Aurélien Molas

### Philatélie
Le premier timbre spécifique à la Guyane date de 1886, il s'agit d'un timbre de type Alphée et surchargé avec l'indication "décembre 1886, Guy Franc".
Jusqu'en 1902, la Guyane utilisera les timbres des séries françaises ou coloniale avec une surcharge spécifique.
À partir de 1904 sera émis des timbres spécifiques à la Guyane et portant l'indication « Guyane Française ».
Les derniers timbres portant une indication « Guyane Française » sont émis en 1947. Au-delà de cette date, ce sont les timbres de métropole qui ont été utilisés.

## Personnalités guyanaises

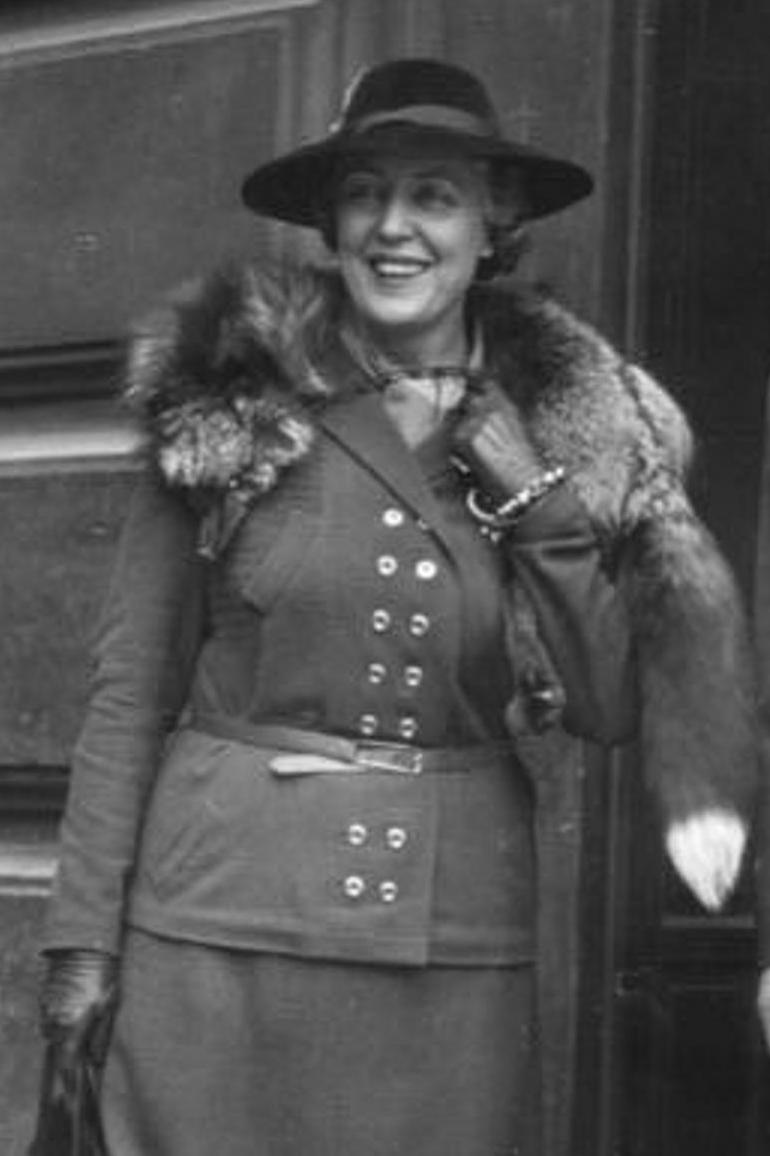
Germaine Lubin, célèbre cantatrice française, fille du célèbre chanteur guyanais Samuel Lubin.

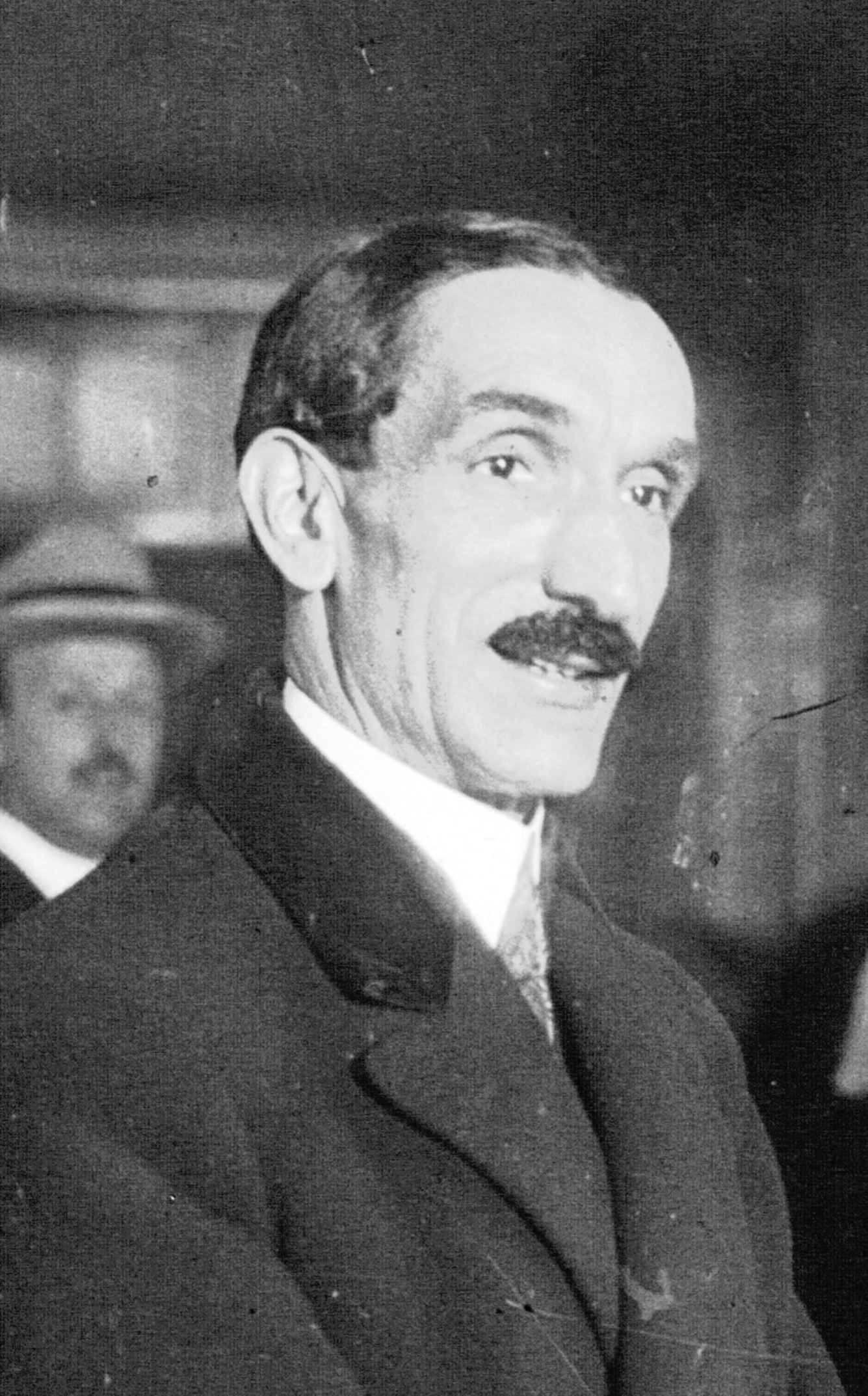
Jean Galmot en 1921, homme politique guyanais, appelé localement Papa Galmot.

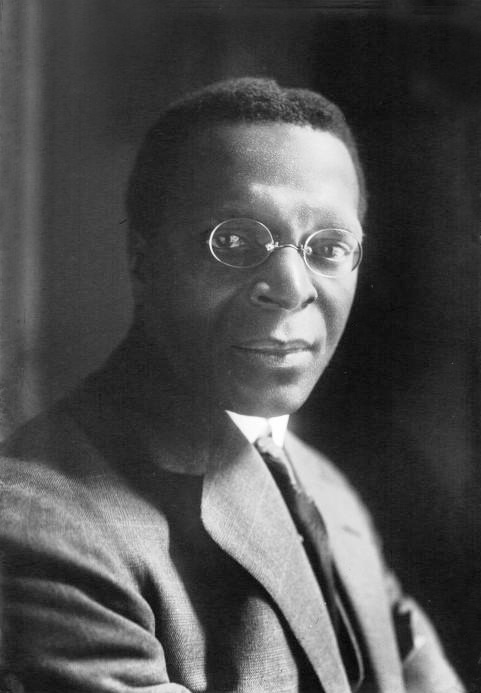
René Maran en 1923, premier noir à recevoir le prix Goncourt.

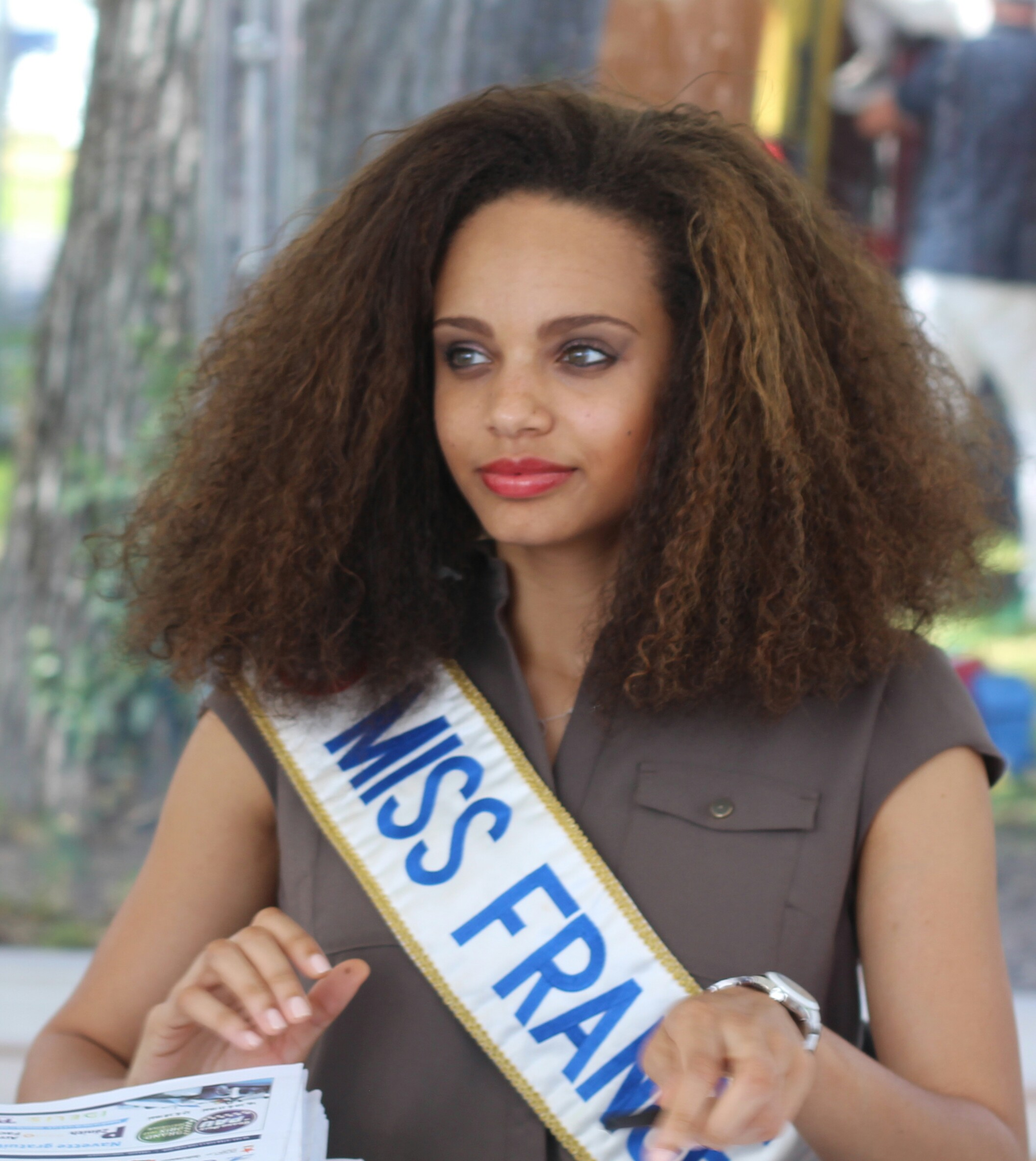
Alicia Aylies, 1re Miss Guyane à être élue Miss France.

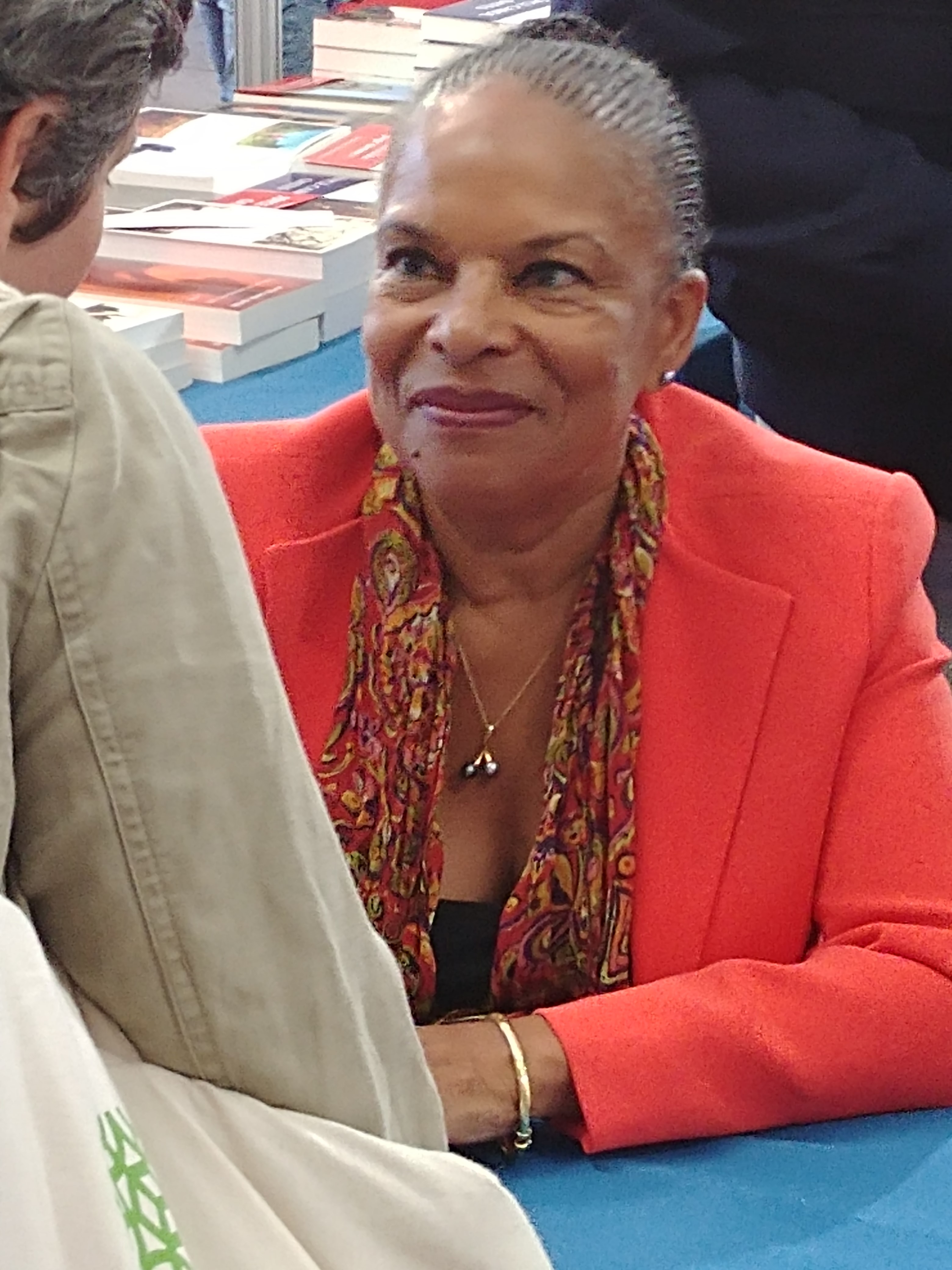
Christiane Taubira, ancienne Garde des sceaux de la République Française.
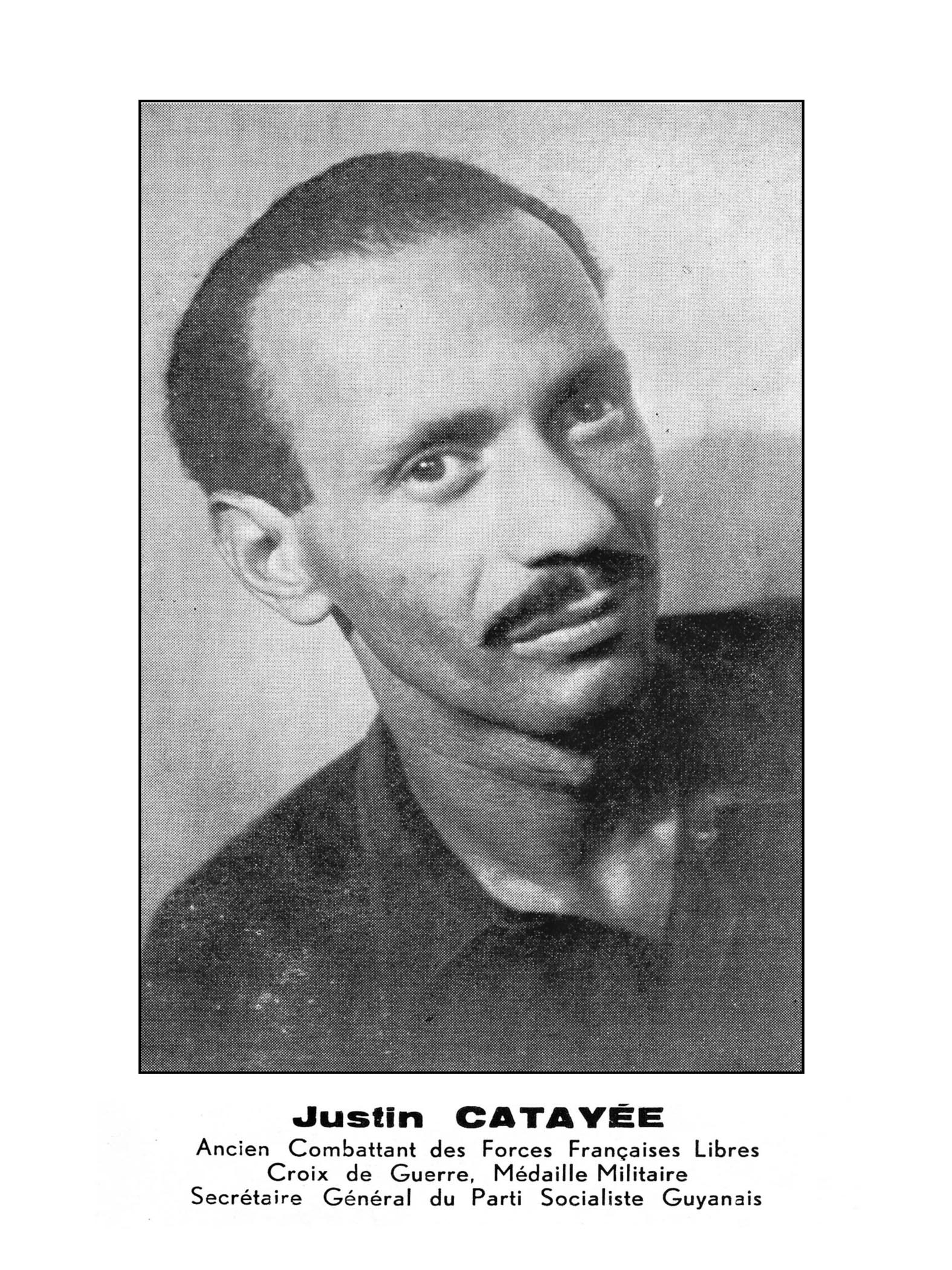
Justin Catayée, Résistant et député de la Guyane de 1958 à 1962.
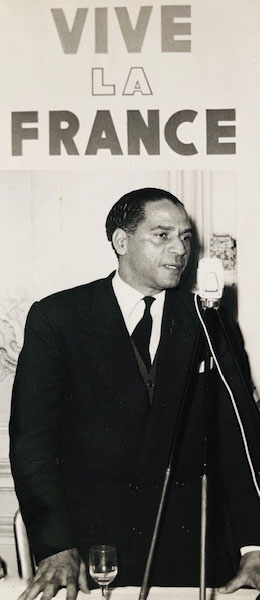
Édouard Gaumont, député de la Guyane de 1951 à 1958.
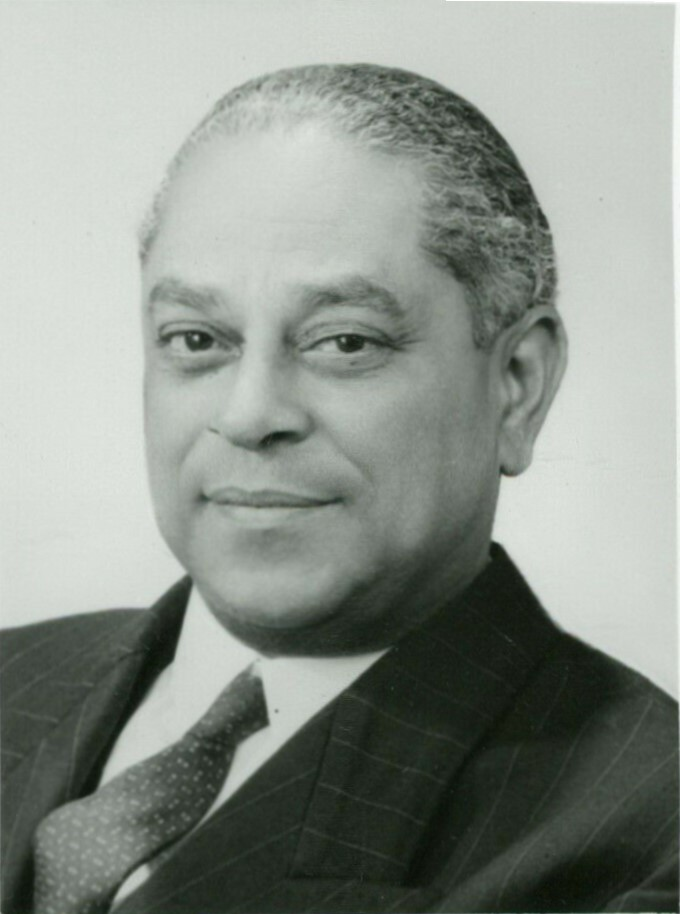
Gaston Monnerville, Résistant et Président du Sénat de 1958 à 1968.

## Codes
La Guyane française a pour codes :
- GUF, dans la norme ISO 3166-1 (liste des codes pays) ;
- .gf, selon les noms de domaines Internet ;
- F-O, selon la liste des préfixes OACI d'immatriculation des aéronefs ;
- GF, selon la norme ISO 3166-1, code alpha-2 ;
- SO, selon la liste des préfixes des codes OACI des aéroports ;
- 973, comme code postal et numéro de département.

### Documentaires
- La Loi de la jungle : chronique d'une zone de non-droit, la Guyane française est un film documentaire de Philippe Lafaix, sorti en 2003, d'une durée de 53 minutes.